# Accouchement
Vous pouvez aider à l'améliorer ou bien discuter des problèmes sur sa page de discussion.
- Il ne cite pas suffisamment ses sources. Vous pouvez indiquer les passages à sourcer avec {{référence nécessaire}} ou {{Référence souhaitée}}, et inclure les références utiles en les liant aux notes de bas de page. (Marqué depuis mai 2024)
- Son texte doit être wikifié : il ne correspond pas à la mise en forme Wikipédia (style, typographie, liens internes, liens entre les wikis, etc.). (Marqué depuis mai 2024)

- Archive Wikiwix
- Bing
- Cairn
- DuckDuckGo
- E. Universalis
- Gallica
- Google
- G. Books
- G. News
- G. Scholar
- Persée
- Qwant
- (zh) Baidu
- (ru) Yandex
- (wd) trouver des œuvres sur Wikidata

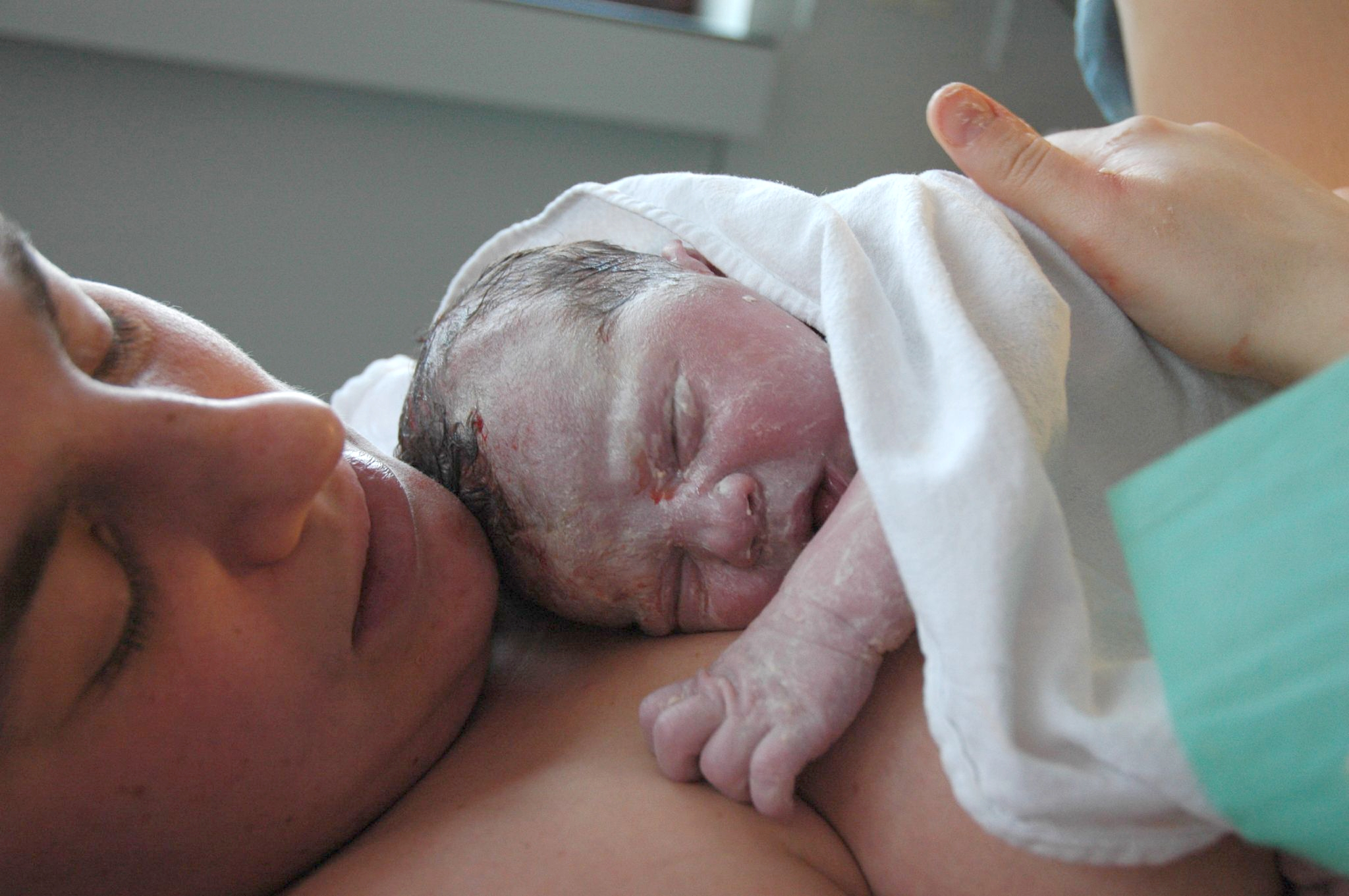
Une femme venant d'accoucher et son nouveau-né.

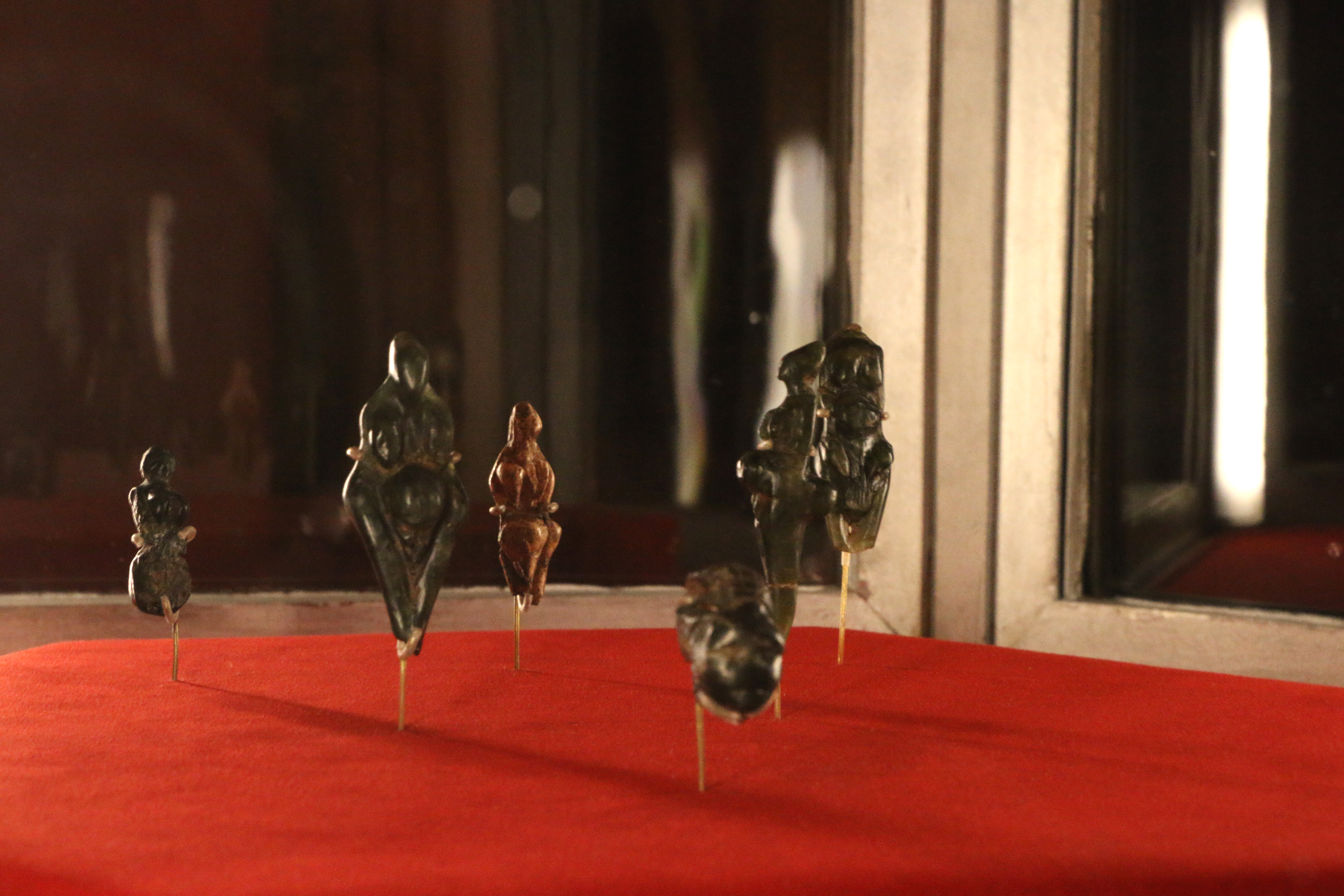
Vénus paléolithique des grottes de Grimaldi : l'artiste a sculpté des femmes sur le point d'accoucher (vulve dilatée, tête du bébé émergeant de l'utérus).

L'accouchement est l'action de mettre un enfant au monde. Il existe deux types d'accouchements : l'accouchement par voie basse et l'accouchement par césarienne.
Cet article traite uniquement de l'accouchement par voie basse dit « naturel » chez la femme.

## Définitions
L'accouchement par voie basse consiste en l'expulsion des fœtus de l'utérus.
L'Académie de médecine française, dans son dictionnaire définit d'accouchement toute expulsion par voie naturelle d'un fœtus viable, soit après 6 mois de grossesse soit 24 semaines d’aménorrhée. La loi française considère qu’après 22 semaines d’aménorrhée ou 500 grammes un enfant né vivant est une personne au sens juridique.
L'accouchement, aussi appelé « parturition », se déroule en trois phases. La première est la phase de dilatation cervicale qui commence avec les contractions de l'utérus, modifiant le col jusqu'à la dilatation complète et effacement de celui-ci. Elle est suivie par l'expulsion du fœtus par le vagin. C'est la naissance de l’enfant. À ce stade, le fœtus est encore relié au placenta par le cordon ombilical, qui peut être coupé. La troisième phase est la délivrance, c'est-à-dire le moment où le placenta est expulsé par l'utérus. Les deux premières phases de l'accouchement sont parfois regroupées sous le terme de « travail »,.
L'accouchement, bien que destiné à perpétuer l’espèce humaine, est paradoxalement un phénomène physiologique qui n'est pas sans risque. En 2020, 287 000 femmes sont mortes dans le monde de complications liées à la grossesse ou à l’accouchement. En 2018, 272 morts maternelles ont été recensées en France dont 99 morts pour des pathologies obstétricales (dont 20 par hémorragie de la délivrance).
L'accouchement est un phénomène intimement lié à l'humanité. Le processus d'accouchement et tous les aspects qui l'entourent varient donc en fonction des contextes historiques, géographiques, sociaux et culturels. Ces contextes influencent les positions d'accouchement, les conditions dans lesquelles l'accouchement a lieu, les personnes du monde médical ou non qui entourent la parturiente (sage-femme, obstétricien, père…) ainsi que les lieux d'accouchement (accouchement assisté à domicile, hôpital, maison de naissance).

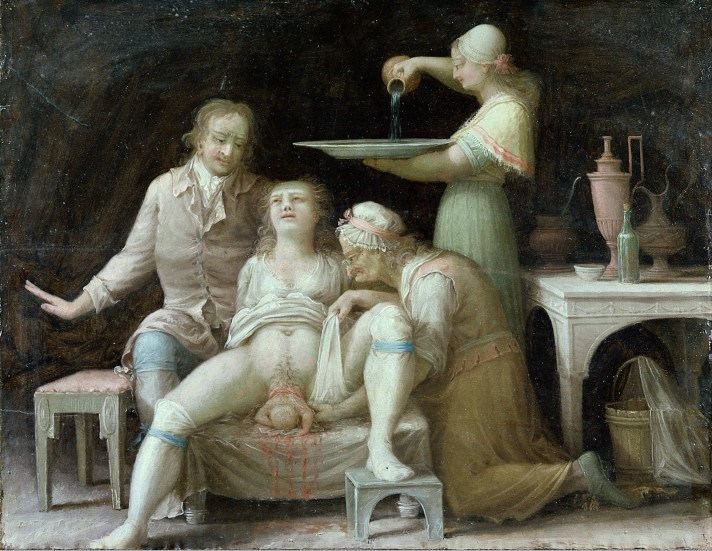
Représentation d’un accouchement en France vers 1800.

## Données physiologiques

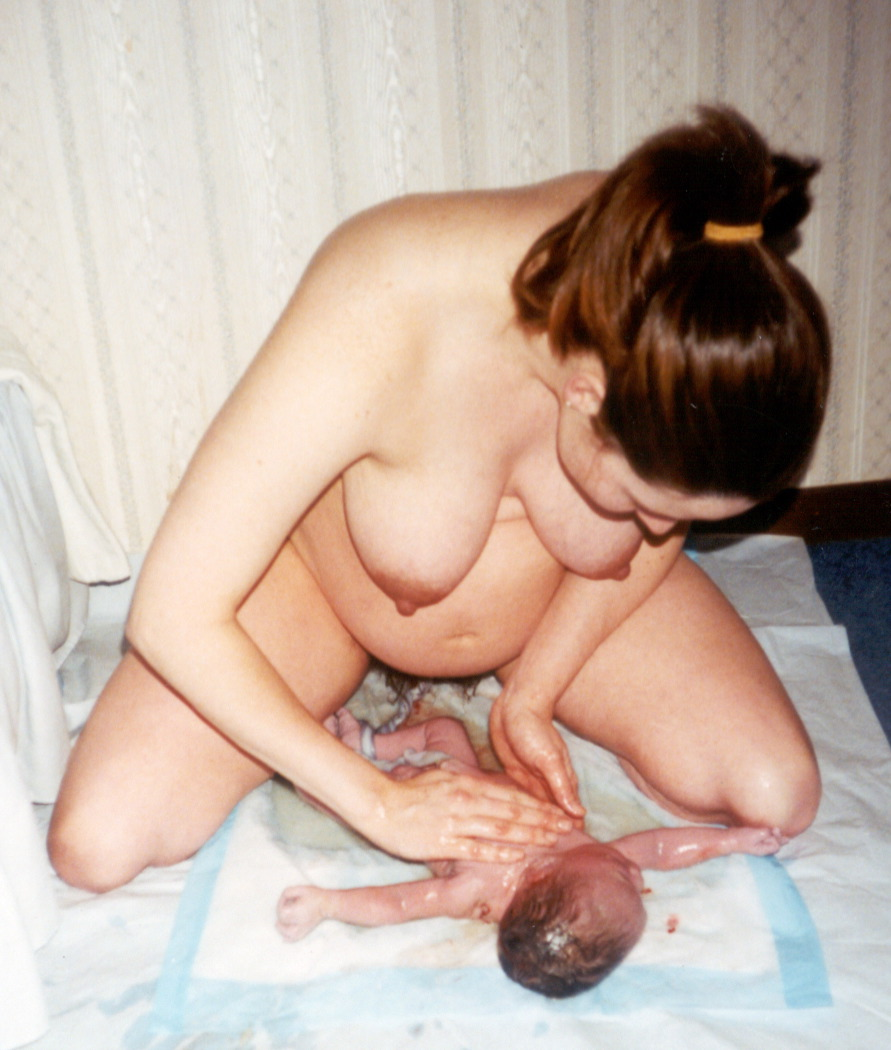
Une femme et son nouveau-né.

### Date de l'accouchement
Le calcul de la date prévue de l'accouchement se base sur le début de la grossesse (DDG).
Autrefois basée sur la date des dernières règles, la datation de la grossesse doit se faire par une échographie. La datation est d'autant plus précise qu'elle est faite en début de grossesse. Une échographie avant 12 semaines est la méthode la plus précise.
Le DDG basé sur les dernières règles est la date du premier jour des dernières règles plus 14 jours (correspondant à la date théorique de l'ovulation). Une fois le DDG connu, on ajoute 39 semaines, ce qui donne la date théorique de l'accouchement.
Les obstétriciens comptent des semaines d'aménorrhée ou SA. La durée théorique ou terme de la grossesse est donc de 41 semaines d'aménorrhée en France. Certains pays utilisent comme date du terme 40 SA, comme la Belgique ou la Suisse. Cela n'est pas lié à une durée de grossesse réelle différente mais à une décision arbitraire.
Tout accouchement avant 37 SA est un accouchement prématuré (enfant prématuré). Un accouchement entre 37 semaines et 41 semaines est un accouchement à terme et l'enfant est dit à terme. Lorsque la grossesse dépasse 41 semaines, on parle de dépassement de terme. Après 42 semaines, c'est un terme dépassé.

La notion de terme dépassé, qui correspond à un écart par rapport à une moyenne statistique, se distingue de la postmaturité, qui est un état pathologique du fœtus causé par un dysfonctionnement du placenta n'assurant plus correctement son rôle d'échanges, de nutrition et d'oxygénation.

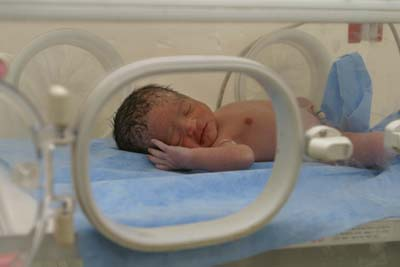
Nouveau-né prématuré dans sa couveuse.

La dispersion des durées de grossesse autour du terme théorique est élevée. Cette dispersion est difficile à évaluer actuellement en raison de la fréquence des déclenchements, mais une valeur de 7 jours pour l'écart-type est une estimation acceptable. Ceci revient à dire que 95 % des femmes accoucheraient spontanément entre 39 et 42 semaines d'aménorrhée. En réalité, la répartition statistique n'est pas symétrique, de sorte qu'il est plus fréquent de voir des femmes accoucher avant qu'au-delà du terme théorique. Selon des études sur le déclenchement, moins de 1 % des femmes accoucheraient spontanément à plus de 42 semaines. Certaines études ont aussi décelé des différences notables de la durée de grossesse en fonction des groupes ethniques et du nombre de grossesses précédentes. Ainsi, la durée moyenne d'une première grossesse pour une femme de type européen est de 41 SA et 1 jour. À partir d'une deuxième grossesse, elle n'est plus que de 40 SA et 3 jours.

Les promoteurs d'une pratique obstétricale moins interventionniste suggèrent une surveillance attentive de l'apparition des premiers signes cliniques de postmaturité. La tendance des obstétriciens, toutefois, consiste à mettre en balance les risques (pour la mère et l'enfant) associés à un âge gestationnel particulier avec les risques d'un déclenchement de l'accouchement. Les recommandations de pratique clinique,visent à indiquer des limites raisonnables en fonction de la littérature scientifique et du consensus des experts. Toutefois, la décision finale de traiter ou pas appartient à la femme enceinte. Le principale risque étant la mortalité in utero de l’enfant, la césarienne d’urgence ou la détresse respiratoire à la naissance. 

### Déclenchement spontané de l'accouchement: la parturition

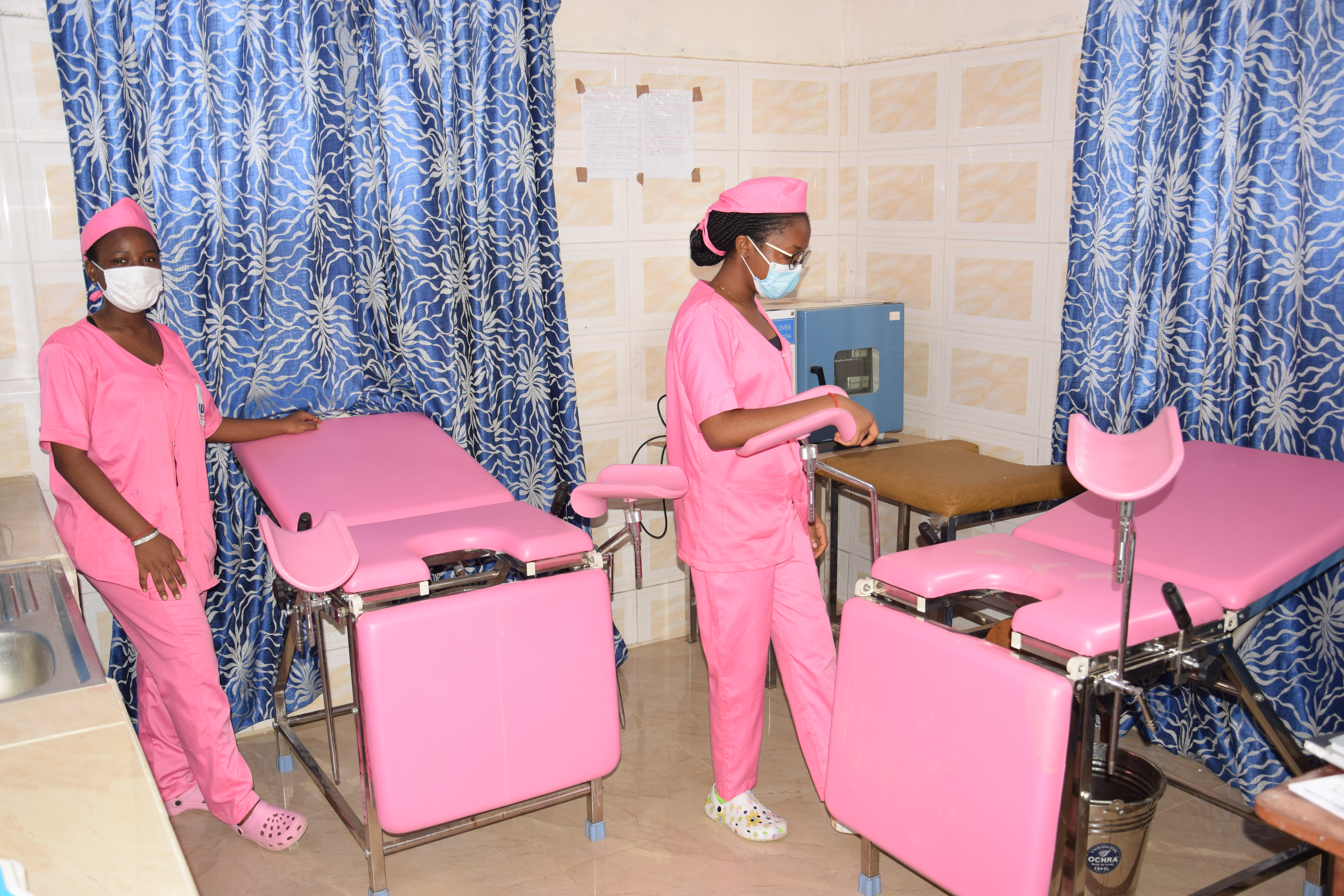
Salle de travail au Cameroun.

L'accouchement est un phénomène qui semble purement hormonal, sans intervention du système nerveux. Il semble résulter d'une interaction entre le fœtus et la mère par l'intermédiaire de messagers hormonaux traversant le placenta. C'est un phénomène très complexe faisant intervenir de nombreux facteurs endocrines, paracrines ou autocrines (hormones stéroïdes, neuromédiateurs, eicosanoïdes, ocytocines, relaxine).
L'hormone responsable des contractions utérines est l'ocytocine. L'ocytocine est une hormone stockée dans l'hypophyse postérieure mais produite dans l'hypothalamus. Les récepteurs de l'ocytocine sont présents dès les premiers mois de grossesse au niveau des cellules du myomètre mais sont inhibés. La levée de l'inhibition des récepteurs fait partie des mécanismes du déclenchement spontané de l'accouchement. Le myomètre est aussi sous l'effet utérorelaxant de la progestérone. Une baisse du taux sanguin de progestérone survient quelques jours avant le début de la parturition.
L'ocytocine entraîne au niveau des cellules musculaires de l'utérus la production de prostaglandines qui déclenche les mécanismes cellulaires de la contraction notamment par transfert calcique. Les prostaglandines sont aussi responsables du ramollissement du tissu conjonctif cervical rendant efficaces les contractions utérines au niveau du col. Il n'y a pas de cellule musculaire au niveau du col de l'utérus. Le myomètre est limité au corps de l'utérus.
La connaissance de ces mécanismes a une conséquence pratique : l'utilisation de prostaglandines et non pas d'ocytocine pour les interruptions volontaires médicamenteuses de grossesse et les interruptions médicales de grossesse.

### Présentations

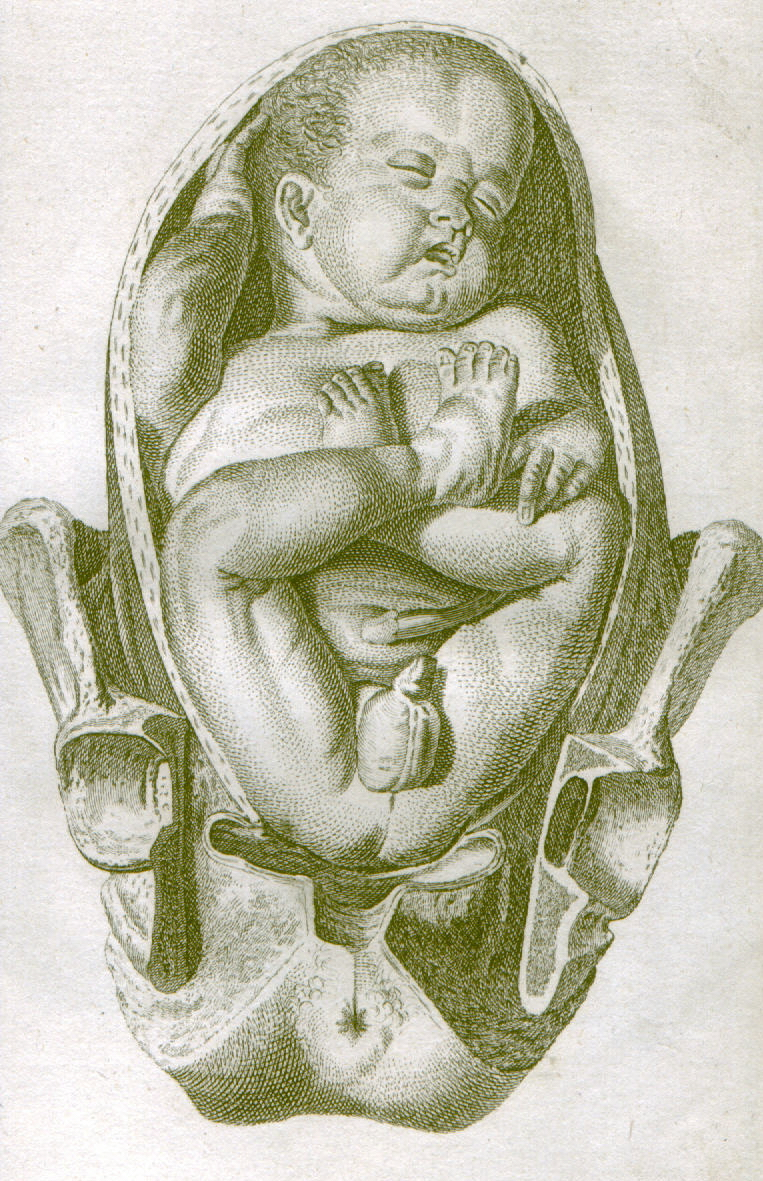
La présentation podalique ou présentation par le siège.

La présentation est la partie du fœtus se présentant au niveau du détroit supérieur.
Si c'est la tête, on parle de présentation céphalique. Il existe quatre types de présentation céphalique en fonction de la flexion de la tête. La flexion de tête fœtale détermine les dimensions de la tête fœtale qui va devoir franchir le détroit supérieur.
- La présentation du sommet est une présentation céphalique bien fléchie ; le menton du fœtus touche son thorax, et au toucher vaginal, la fontanelle lambdatique est perçue. Il s'agit de la présentation la plus fréquente (environ 95 % des cas) et la plus favorable à un accouchement normal.
- La présentation bregmatique est une présentation du sommet mal fléchie. La fontanelle bregmatique au centre de la présentation est perceptible au toucher vaginal.
- La présentation du front rend le nez fœtal perceptible au toucher.
- La présentation de la face ou céphalique défléchie totale rend le menton fœtal perceptible au toucher.

Si ce sont les fesses, on parle de présentation podalique ou de siège.
- Le siège décomplété, en mode des fesses, est une présentation du fœtus avec les jambes allongées jusqu'aux oreilles.
- Le siège est complet lorsque le fœtus est assis en tailleur sur ses jambes. Les pieds sont perceptibles au toucher vaginal.

Les présentations céphaliques et podaliques sont regroupées sous le nom de présentations longitudinales.
Le dernier mode de présentation est la présentation transverse. Le fœtus se présente, en quelque sorte, de travers. Le terme de présentation transverse est utilisé avec la poche des eaux intacte. Quand la poche est rompue, on parle de présentation de l'épaule car l'épaule du fœtus est perçue au toucher vaginal.

#### Pronostic de l'accouchement en fonction de la présentation
L'accouchement par les voies naturelles est impossible dans les présentations transverses, la présentation de l'épaule et la présentation du front.
Il est possible pour les autres présentations longitudinales : toutes les présentations céphaliques (à l'exception du front) et les présentations podaliques.
Un siège décomplété est plus favorable qu'un siège complet. Mais un accouchement avec une présentation en siège ne peut se faire que sous certaines conditions.
La présentation bregmatique est souvent un accouchement long.
La présentation du sommet est la plus favorable, mais les variétés postérieures durent plus longtemps généralement.
Dans d'autres circonstances, la version par manœuvre externe (VME) permet de retourner le fœtus par manipulation manuelle sur l'abdomen de la femme enceinte, afin de le placer en douceur dans la bonne position,. Ce n'est qu'après l'échec de la VME ou lorsque le fœtus ou la parturiente sont exposés à un risque particulier qu'une césarienne est envisagée.

### Durée de l'accouchement
L'accouchement est un processus en trois phases (dilatation, expulsion et délivrance).
La phase de dilatation est la phase la plus longue et correspond à l'effacement puis à la dilatation du col de l'utérus. Cette phase peut, selon la force et la durée des contractions, être divisée en une période dite de latence, durant laquelle les contractions sont irrégulières, et en une période active, durant laquelle la dilatation est d'au moins 4 cm et les contractions sont régulières et espacées de cinq minutes ou moins. La vitesse de dilatation dépend de la présentation du fœtus (céphalique ou podalique) et de sa position (dos à droite ou à gauche, en avant ou en arrière).
Le processus d'ouverture du col de l'utérus n'est pas le même pour les femmes n'ayant jamais accouché (primipares) et celles ayant déjà donné la vie (multipares). Pour une primipare, la durée moyenne est de 12 heures, contre 6 à 7 heures pour une multipare. La durée moyenne de cette phase de l'accouchement est passée en Occident de 4 heures environ à 6 heures 30 au cours des cinquante dernières années. L'explication en serait l'augmentation de l'âge de la parturiente, de son indice de masse corporelle, de la taille du bébé, et surtout le recours généralisé à la péridurale bien connue pour ralentir le travail.
La phase d'expulsion commence avec l'ouverture complète du col de l'utérus et se termine avec la naissance de l'enfant. Elle ne dure généralement pas beaucoup plus d'une heure pour une primipare et, au maximum, 30 minutes pour une multipare.
La phase de délivrance s'étend de la naissance de l'enfant jusqu'à l'expulsion du placenta et dure en moyenne de 20 à 30 minutes.
De telles valeurs sont des moyennes statistiques et sont extrêmement variables d'une femme à l'autre. Elles dépendent de nombreux facteurs tels que la tonicité de l'utérus, le diamètre fœtal en voie d'engagement, les dimensions et l'ouverture du bassin maternel. Elles dépendent également de l'état physique et psychologique de la femme en travail, ainsi que des conditions et du confort dans lesquelles elle accouche (lieu apaisant et rassurant, liberté de mouvement, mobilité de la parturiente et positions d'accouchement). Elles dépendent enfin du nombre d'accouchements précédents (grande multiparité) ou de la présence ou non d'une grossesse multiple.
Dans la médecine conventionnelle, il est fréquent d'accélérer l'accouchement par l'administration d'ocytocine artificielle. Cette pratique, bien que couramment appliquée dans les hôpitaux en France, est considérée comme utilisée à tort par l'Organisation mondiale de la santé dans le cas d'accouchement normaux, et devrait être un geste réservé aux obstétriciens. La mise en place systématique d'une perfusion d'ocytocine pour accélérer l'accouchement est contestée car elle augmente, indépendamment des autres risques, le risque d'hémorragies post-partum graves.
Par contre, à faibles doses, elle peut être un traitement des dystocies cervicales lorsque le travail s'interrompt durablement. Et l'injection d'ocytocine en intra-veineuse directe est un des premiers geste à faire dans les hémorragies de la délivrance.
La mise en place d'une perfusion est recommandée à dilatation complète dans les présentations du siège.

### Déroulement de l'accouchement spontané

#### Première étape: phase de dilatation

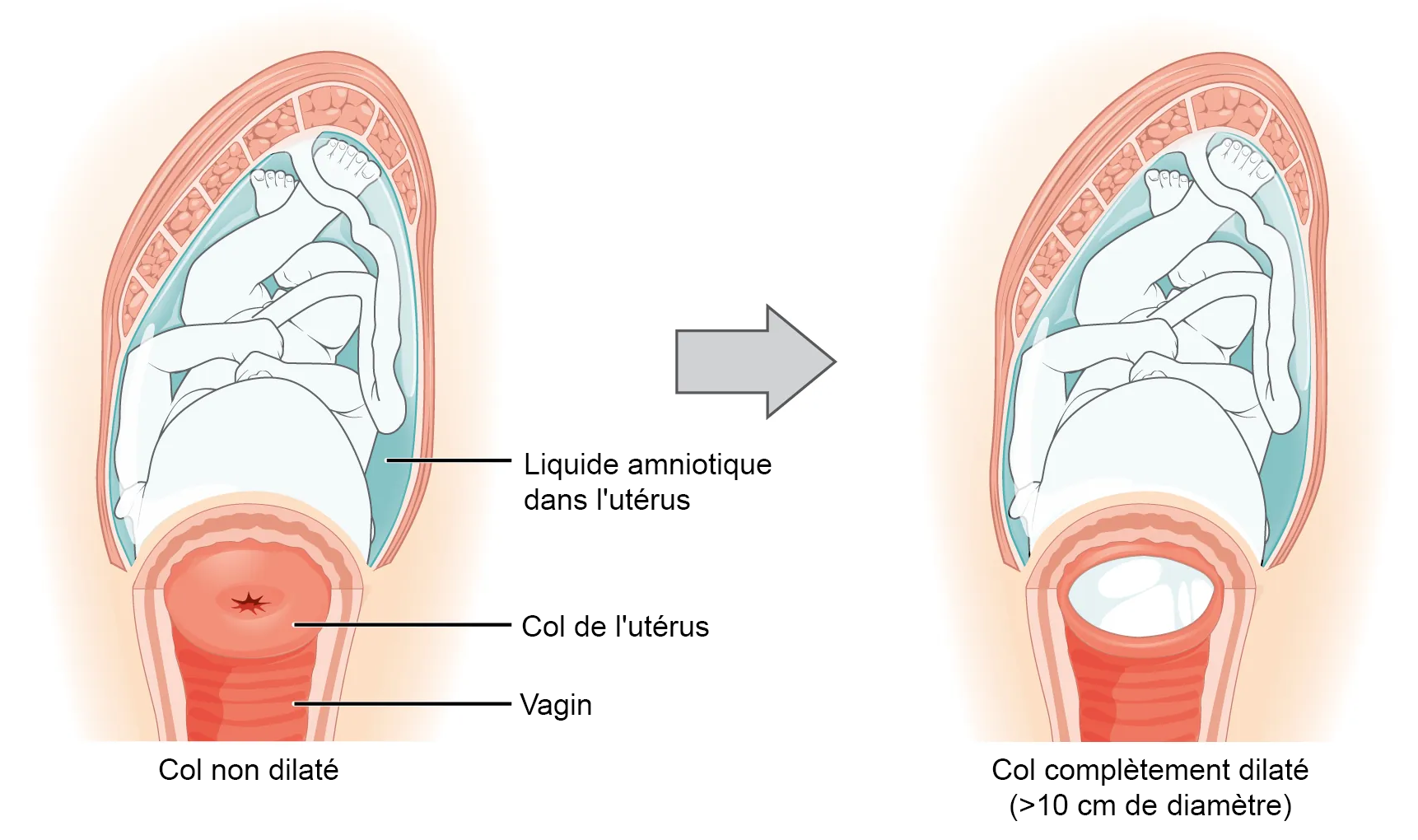
Phase de dilatation

La perte du bouchon muqueux, une sorte de glaire cervicale chargée de cellules desquamées lui donnant une teinte brunâtre, peut se détacher du col de l'utérus dans les quelques jours qui précèdent l'accouchement, le jour même, ou à la suite des premières contractions. La perte du bouchon muqueux peut toutefois passer inaperçue et n'est pas systématiquement suivie de la mise en travail.

##### Signes du début de l'accouchement
L'accouchement débute lorsque les contractions utérines s'accompagnent de modification cervicale.

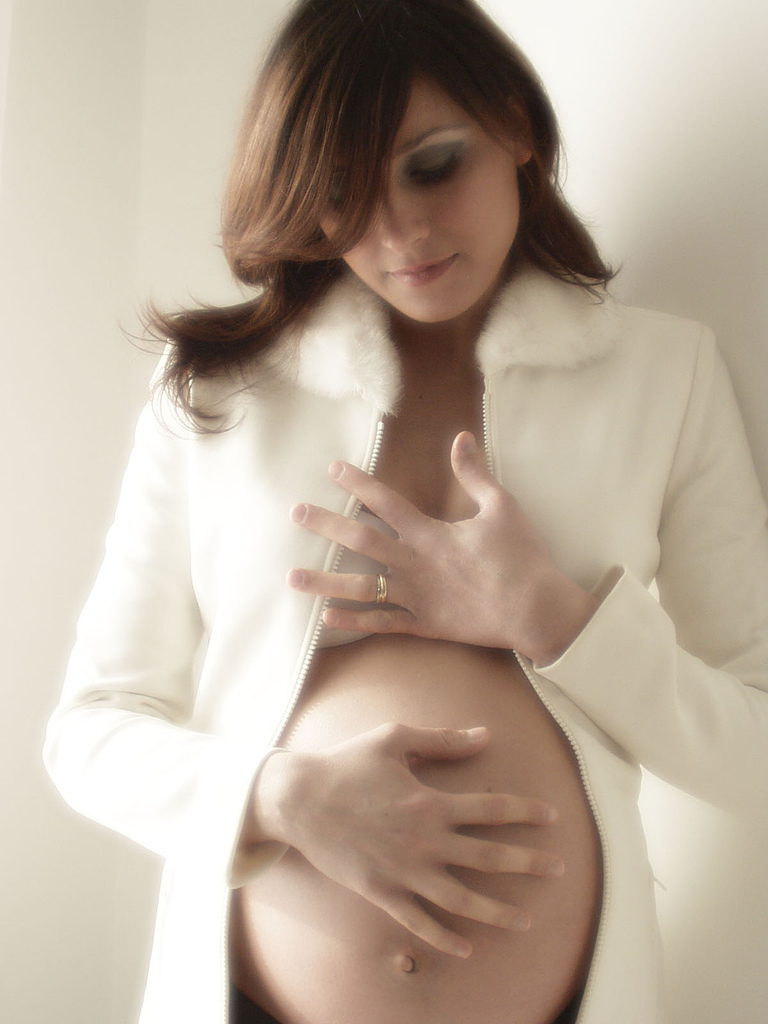
L'accouchement commence par la perte du bouchon muqueux, par des contractions utérines ou par la rupture de la poche amniotique.

L'accouchement commence de différentes manières : par la perte du bouchon muqueux, par des contractions utérines ou par la rupture de la poche amniotique entraînant la perte du liquide amniotique, communément appelée « perte des eaux ».
L'apparition de contractions utérines plus ou moins douloureuses est un autre signe du début de l'accouchement. Elles peuvent survenir initialement toutes les 10 à 30 minutes et durer quelques secondes chacune. Il se peut toutefois que les premières contractions ressenties soient des contractions de Braxton Hicks.

##### Contractions utérines, effacement et dilatation du col de l'utérus
Le signal initial déclenchant les processus hormonaux entraînant les modifications cervicales et l'apparition de contractions utérines efficaces permettent l'expulsion du fœtus est, pour le moment complètement inconnu.
La régulation de la contraction utérine fait intervenir de nombreux facteurs endocrines, paracrines ou autocrines (hormones stéroïdes, neuromédiateurs, eicosanoïdes, ocytocines, relaxine), sans qu'il soit encore possible de préciser si l'un ou l'autre d'entre eux joue un rôle prépondérant dans les mécanismes d'initiation des contractions menant à la parturition.
Les contractions utérines commandent à la fois l'effacement et la dilatation du col de l'utérus et les mouvements de flexion et de rotation de la présentation du fœtus, indispensables à l'expulsion du bébé hors des voies génitales maternelles. Ces contractions sont involontaires. Elles sont intermittentes et rythmées puisque l'utérus se relâche entre chacune d'entre elles. Elles sont généralement progressives dans leur fréquence, leur durée et leur intensité. En effet, en tout début de travail, elles surviennent en moyenne toutes les 15 à 20 minutes et durent de 15 à 20 secondes. À la fin de la première phase de travail, elles surviennent toutes les 2 à 3 minutes et durent 30 à 45 secondes. Leur intensité augmente au fur et à mesure de la progression de la phase de dilatation. Les contractions sont généralement douloureuses, bien que la douleur ne soit ressentie qu'après une certaine durée de la contraction et se termine avant la fin de celle-ci. L'intensité de la douleur est sujette à des variations individuelles. Elle peut augmenter avec la progression du travail, mais est majorée par l'ignorance, la peur et l'angoisse, et à l'inverse atténuée par la relaxation et la détente. Les contractions sont qualifiées de « totales » étant donné qu'elles concernent tout l'utérus.
Pendant une contraction, les longs muscles de l'utérus se contractent, en commençant par le haut de l'utérus et en progressant jusqu'au col. À la fin de la contraction, les muscles se relâchent mais demeurent plus courts qu'au début de la contraction. Cette traction efface le col de l'utérus, puis le dilate progressivement.
L'effacement du col signifie que le col se raccourcit. Il passe d'une longueur de 30 à 43 mm à une longueur de l'ordre de 5 mm ou moins. Quand l'effacement est terminé, la dilatation peut commencer. La dilatation du col progresse ensuite au rythme des contractions, en augmentant en moyenne de 1 cm à 1,5 cm par heure pour atteindre une ouverture finale de 10 cm. Ce phénomène est le résultat de la conjonction de trois effets des contractions : une augmentation de la pression intra-utérine, un appui sur le col par l'intermédiaire de la poche des eaux, si elle n'est pas rompue, ou/et de la présentation fœtale, et un effet de traction directe sur le col par l'intermédiaire du segment inférieur et du raccourcissement des fibres utérines.
L'évolution de la dilatation du col est mesurée par le toucher vaginal réalisé par l'index et le majeur. Lorsque l'on peut introduire un doigt dans l'orifice cervical, on dit qu'il est perméable. Lorsque l'on peut introduire deux doigts, il est ouvert à 2 cm. On estime ensuite l'écart entre l'index et le majeur placés sur les parois du col. Cette pratique, bien que très fréquente dans les hôpitaux, est contestée par les partisans d'un accouchement plus naturel. En effet, ces touchers vaginaux à répétition présentent un risque d'infection, peuvent être douloureux et ne respectent pas l'intimité et la concentration de la parturiente. De plus, un contrôle régulier de l'ouverture du col n'a pas de sens dans la mesure où la progression de la dilatation est rarement linéaire (elle peut présenter des interruptions puis subitement s'accélérer). L'Organisation mondiale de la santé considère ainsi que les touchers vaginaux répétés ou fréquents, spécialement par plusieurs dispensateurs de soins, font partie des pratiques fréquentes utilisées à tort.
Si la poche des eaux est toujours intacte, elle peut se rompre à n'importe quel moment lors de la phase de dilatation.

#### Deuxième étape: phase de l'expulsion

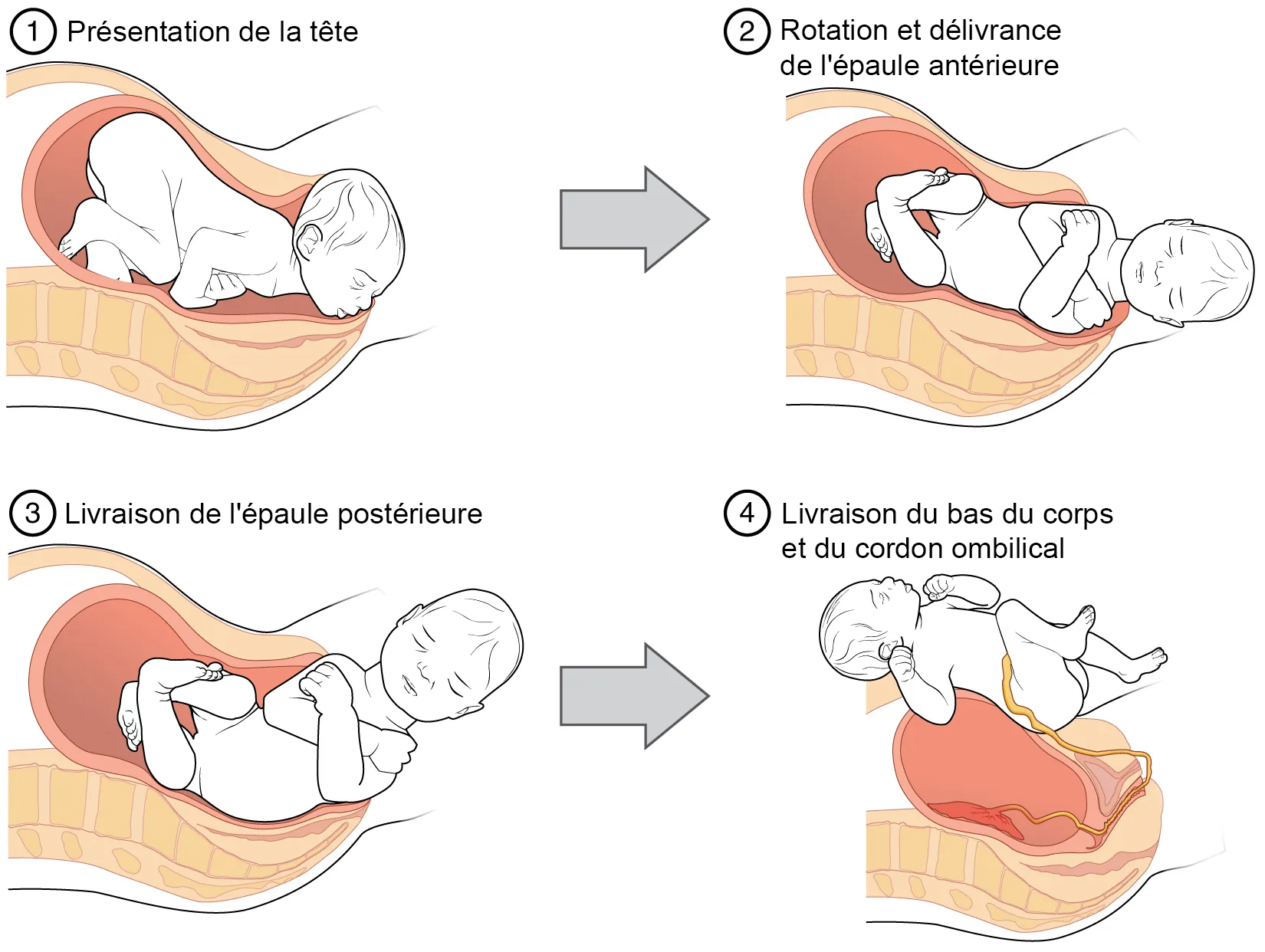
Les étapes de l'expulsion du nouveau-né

Elle comprend trois phases : l'engagement de la présentation, puis la descente et la rotation et enfin le dégagement.
La phase d'expulsion est la phase la plus dangereuse de l'accouchement. Elle commence lorsque la femme effectue des efforts volontaires expulsifs et non pas à dilatation complète. La dilatation complète est la condition nécessaire pour commencer les efforts expulsifs mais rien n'oblige à faire pousser une femme lorsqu'elle est à dilatation complète. Si la présentation n'est pas engagée (la plus grande dimension de la présentation a franchi le détroit supérieur) c'est-à-dire si la tête n'est pas dans le bassin, il est courant alors de laisser s'engager lentement celle-ci sans l'aide des efforts expulsifs. Les efforts expulsifs de la mère s'accompagnent d'un arrêt des échanges materno-fœtaux pouvant entraîner une hypoxie du fœtus.

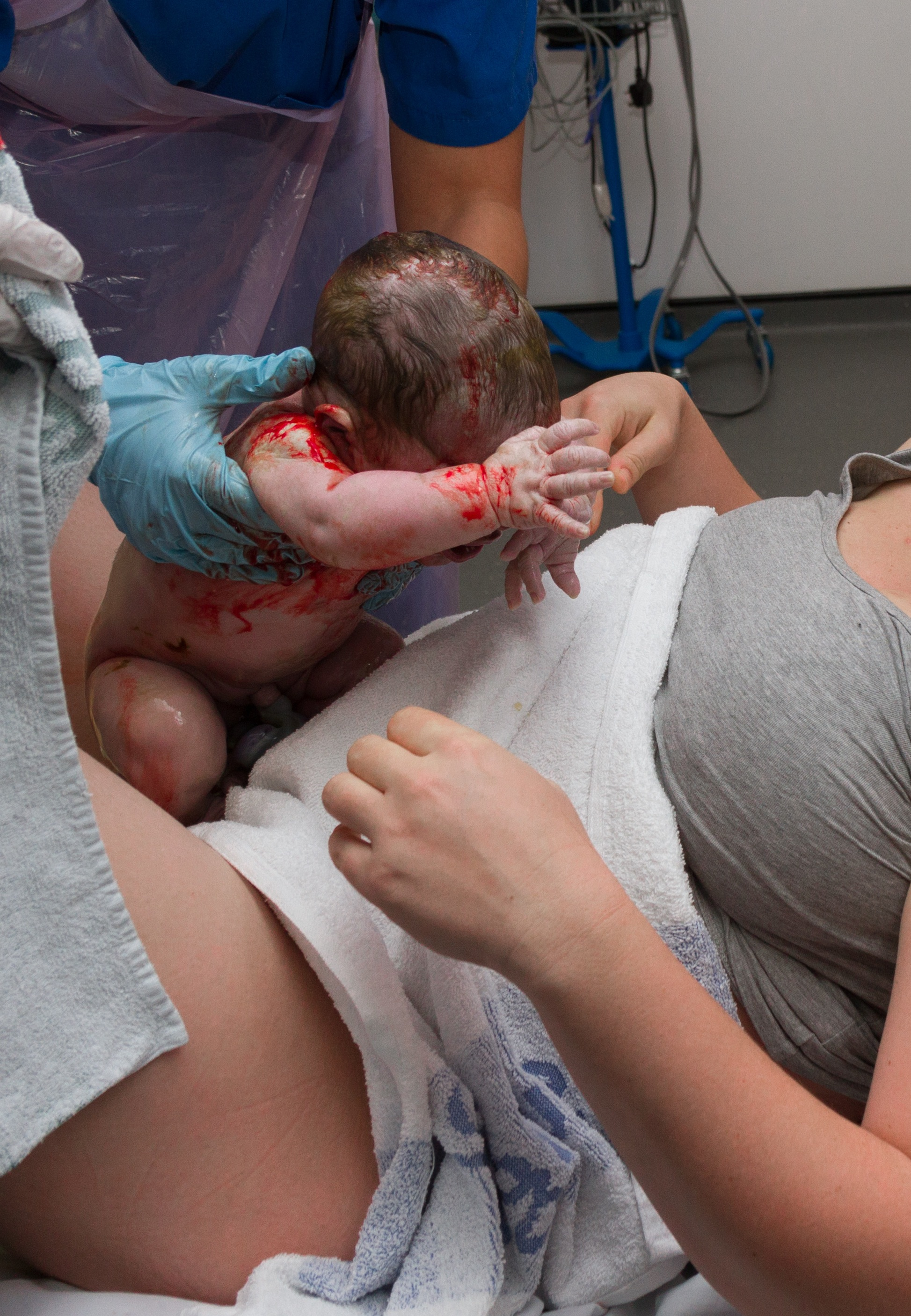
Expulsion du nouveau-né

L'expulsion est facilitée par l'amplification des contractions utérines. En effet, la parturiente peut à ce stade ressentir une irrépressible envie de pousser qui peut être comparée à une envie d'aller à la selle. C'est le réflexe de défécation, sous réserve que la péridurale n'ait pas trop anesthésié les terminaisons nerveuses.
Dans le contexte médical, les contractions abdominales sont souvent induites par le personnel soignant qui invite la parturiente à « pousser », selon la célèbre injonction « inspirez, bloquez, poussez ». Il s'agit de la poussée dirigée. Hors de ce contexte et lorsque rien ne vient perturber l'intimité de la future mère, se produit un réflexe d'éjection du fœtus qui ne nécessite aucun effort volontaire. L'Organisation mondiale de la santé considère en 1998, sur la base des quelques études disponibles, que les efforts de poussée soutenus et dirigés de type manœuvre de Valsalva pendant le deuxième stade du travail ne présentent aucun avantage et sont même susceptibles d'être nocives ; elle préconise de ne pas y recourir.
Dans certains hôpitaux français a été pratiquée l'expression abdominale, c'est-à-dire une pression sur le fond de l'utérus pratiquée par le personnel médical, avec l'intention spécifique de raccourcir la durée de la deuxième phase de l'accouchement. La Haute Autorité de santé (HAS) considère néanmoins que cette pratique ne présente pas d'indications médicalement validées et que le vécu traumatique des patientes et de leur entourage et l'existence de complications, rares mais graves, justifient l'abandon de cet usage. La HAS estime également que dans les situations médicales qui nécessitent d'écourter la deuxième phase de l'accouchement, le recours, en fonction du contexte clinique, à une extraction instrumentale (forceps, ventouse obstétricale, spatules) ou à une césarienne doit être préféré. Si une expression abdominale est pratiquée malgré les recommandations précédentes, elle doit être notée dans le dossier médical de la patiente par la personne chargée de l'accouchement, en précisant le contexte, les modalités de réalisation et les difficultés éventuellement rencontrées.

Depuis le XVIIIe siècle, le personnel médical pratique de façon presque routinière une épisiotomie, c'est-à-dire une incision du périnée, dans le but d'éviter sa déchirure au moment du passage du bébé. Cette pratique est contestée depuis le milieu des années 1990 en raison de ses faibles bénéfices supposés au regard des séquelles qu'elle induit. Depuis 2005, le Collège national des gynécologues et obstétriciens français (CNGOF) considère que la pratique systématique de l'épisiotomie n'est pas recommandée.
Si la poche des eaux est toujours intacte à ce stade, elle peut se rompre à n'importe quel moment lors de la phase d'expulsion. Lorsque la poche des eaux ne s'est pas rompue durant le travail ou l'expulsion, le nouveau-né peut venir au monde avec une partie ou la totalité des membranes fœtales. On dit alors qu'il est né coiffé.

##### Clampage du cordon

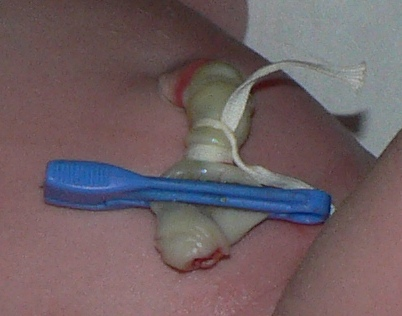
Cordon ombilical clampé

Le cordon ombilical peut être clampé, c'est-à-dire serré par des pinces ou des attaches nouées, immédiatement après la naissance ou plus tard. Le choix du moment où le cordon est clampé ne semble avoir aucun effet significatif sur l'incidence de l'hémorragie de la délivrance. Par contre, le clampage tardif, voire l'absence de clampage, est le moyen physiologique de traiter le cordon. Selon les recommandations de l'OMS, le clampage précoce est une intervention qui nécessite une justification.

###### Récupération du sang du placenta par le nouveau-né
Si, après la naissance, le nouveau-né est placé au niveau de la vulve ou au-dessous de ce niveau pendant trois minutes avant le clampage du cordon, environ 80 ml de sang passent du placenta au nouveau-né. Le nouveau-né est ainsi doté d'une réserve d'environ 50 mg de fer, ce qui réduit la fréquence de l'anémie ferriprive au cours de la petite enfance. Théoriquement, cette transfusion de sang du placenta au nouveau-né pourrait entraîner une hypervolémie, une polycythémie et une hyperviscosité, ainsi qu'une hyperbilirubinémie. Ces effets ont fait l'objet d'un certain nombre d'essais qui ne concluent pourtant pas à de tels risques pour le nouveau-né. Au contraire, les bébés nés après un clampage précoce du cordon présentent un taux d'hémoglobine et un hématocrite plus faibles. Pour ce qui est des troubles respiratoires du nouveau-né, aucune différence sensible n'a été observée entre les deux pratiques. Le taux de bilirubine chez le nouveau-né était inférieur après un clampage précoce du cordon, mais aucune différence cliniquement significative n'a été relevée entre les deux pratiques, ni aucune différence dans la morbidité néonatale.

##### Le nouveau-né

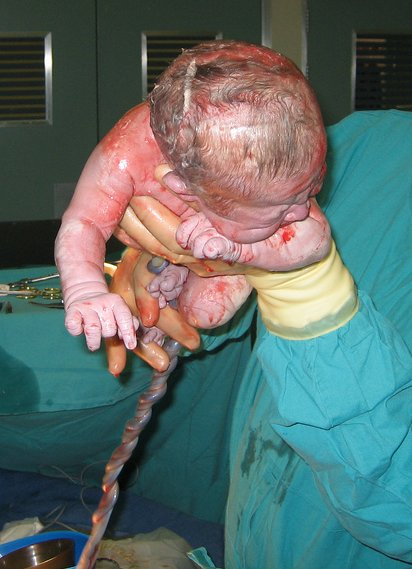
Le nouveau-né

Immédiatement après la naissance, l'enfant subit des modifications physiologiques importantes en même temps qu'il s'adapte à la vie aérienne. Plusieurs structures cardiaques commencent à s'atrophier immédiatement après la naissance, comme le canal artériel (ductus arteriosus) et le trou de Botal (foramen ovale).
Dans le cadre de la médecine conventionnelle, le nouveau-né est soumis à différents examens et soins immédiatement après sa naissance. Le cordon ombilical est clampé et coupé. L’état clinique de l'enfant est mesurée par le score d'Apgar, basé sur cinq paramètres (rythme cardiaque, respiration, couleur de la peau, tonus musculaire et réactivité à la stimulation), dans la minute qui suit la naissance, puis après 5 et 10 minutes. Une piqûre au talon du nouveau-né permet de récolter une goutte de sang permettant de mesurer son taux de glycémie en cas de facteur de risque.

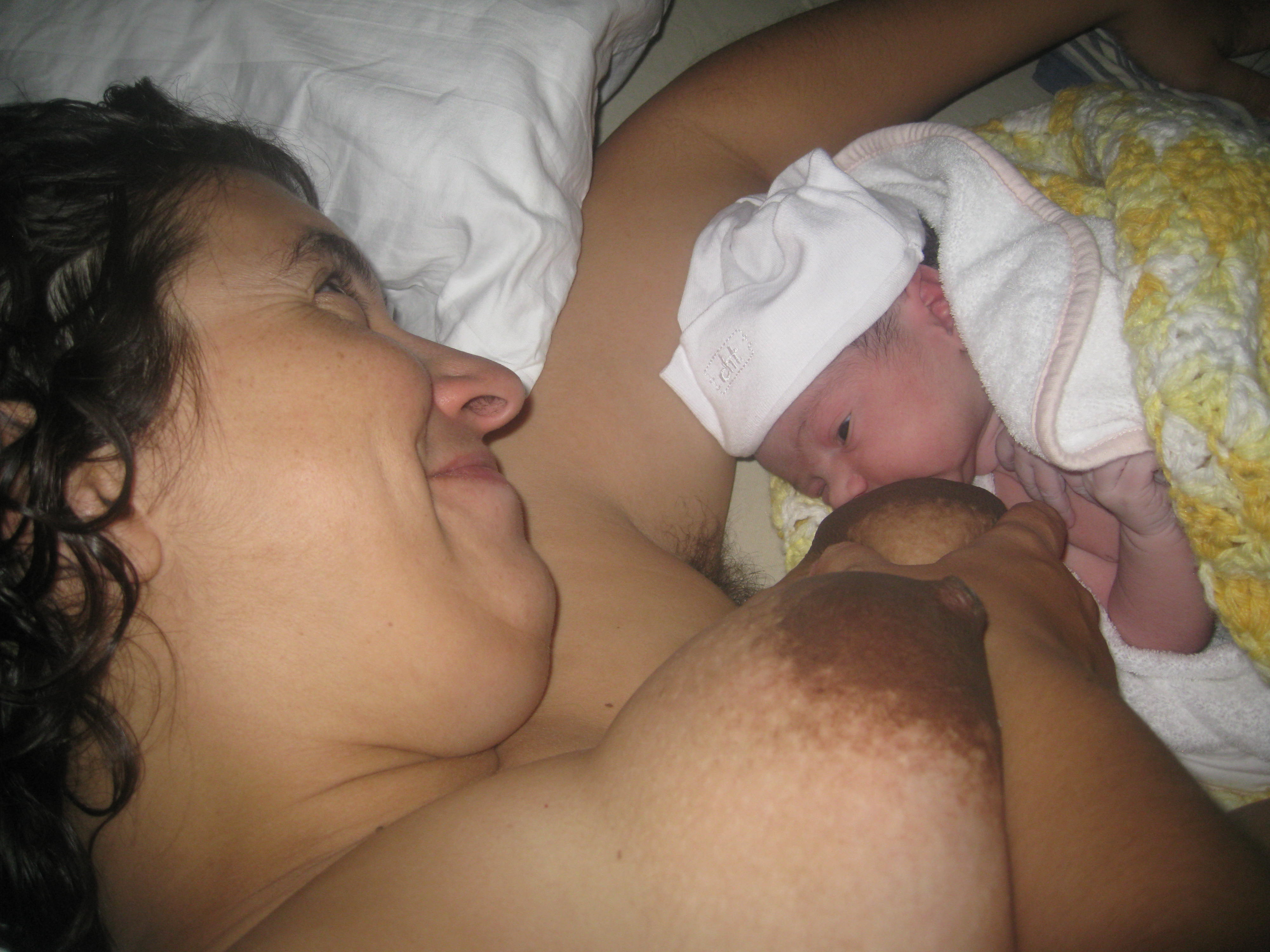
Le nouveau-né directement mis au sein

Les partisans d'un accouchement moins médicalisé considèrent que la plupart des tests imposés au nouveau-né sont soit inutiles parce que les rares malformations et déficiences apparaissent d'elles-mêmes dans les heures et les jours suivants, soit parce qu'il n'y a pas d'urgence à soumettre le nouveau-né à des actes qui peuvent également attendre plusieurs jours. Il est en revanche primordial d'accueillir le nouveau-né avec douceur et bienveillance, sans gestes invasifs potentiellement traumatisants, et de permettre à la mère et à l'enfant de créer des liens dès les premiers instants qui suivent la naissance. Les conditions dans lesquelles le nouveau-né est accueilli influent, en effet, sur son développement futur, sa capacité à établir des relations émotionnelles, voire sur certains aspects de sa personnalité. Dans cette pratique, le nouveau-né est immédiatement posé nu, à même la peau, sur le ventre de sa mère durant les deux heures de surveillance qui suivent l'accouchement. La pose d'un petit bonnet lui permet d'éviter une déperdition de chaleur. Durant cette période, le nouveau-né est mis au sein, ce qui permet à la fois de répondre à son réflexe de fouissement et d'activer la production de lait chez la mère[réf. souhaitée].

#### Troisième étape: phase de délivrance

##### Expulsion du placenta

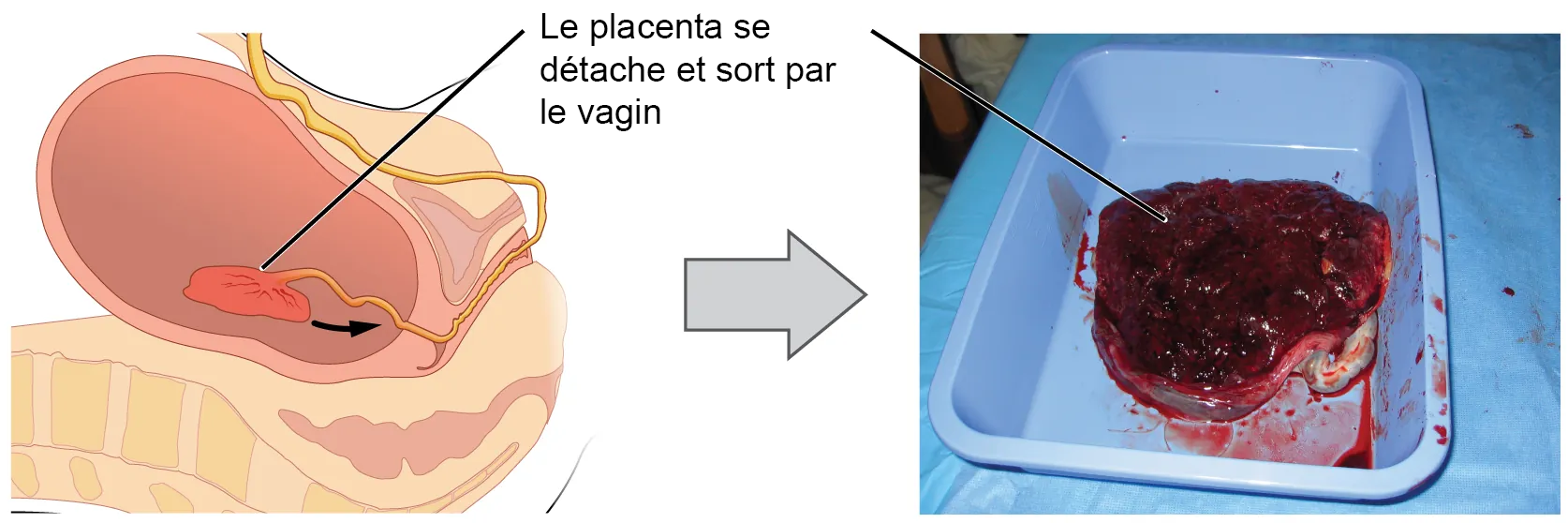
Expulsion du placenta lors de l'accouchement

Troisième et dernière phase de l'accouchement au cours de laquelle se produit l'expulsion naturelle ou artificielle du placenta et de ses annexes, les membranes et le cordon ombilical, hors des voies génitales.
Elle succède à l'expulsion du fœtus après une période de repos physiologique d'environ quinze minutes. Elle comprend trois temps :
- le décollement du placenta qui se produit pendant la phase de rémission clinique à l'union entre les couches spongieuse et compacte de la caduque sous l'effet de la rétraction utérine ; un hématome rétroplacentaire physiologique facilite le clivage ;
- la migration dans le vagin : entraîné par son poids et par l'hématome rétroplacentaire et poussé par les contractions utérines, le placenta migre dans le vagin et s'expulse soit en présentant sa face fœtale, mode de Baudelocque, quand il est inséré au voisinage du fond utérin et qu'il se retourne en doigt de gant, soit en s'extériorisant par sa face maternelle, mode de Duncan, quand il est inséré plus bas sur une face latérale et qu'il glisse sans retournement ;
- l'expulsion hors des voies génitales est suivie de la rétraction utérine qui assure l'hémostase ; elle constitue les ligatures vivantes de Pinard et le globe de sécurité.

##### Rituels autour du placenta
Certaines familles accordent une place spéciale au placenta, étant donné qu'il a été un organe vital du bébé pendant tant de mois. De nombreux parents veulent voir et toucher cet organe. Dans certaines cultures, il existe une coutume consistant à creuser un trou, y enterrer le placenta et y planter un arbre au premier anniversaire de l'enfant. Dans d'autres populations, il est préparé puis mangé cérémoniellement par la famille du nouveau-né.

#### Après la naissance

##### Coupure du cordon

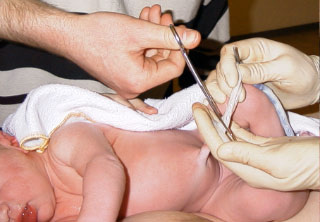
Coupure du cordon ombilical

Dans les unités médicalisées la pratique était de couper le cordon ombilical le plus tôt possible afin de donner des soins immédiats au nouveau-né. Cette pratique a été remise en question par des parents qui souhaitaient qu'en l'absence d'urgence le cordon ne soit coupé qu'après qu'il a fini de battre, ce qui permet à la mère de rester en contact plus longtemps avec son enfant, et celui-ci de bénéficier de la transfusion placentofœtale. Les données scientifiques indiquent qu'une coupure relativement tardive du cordon, c'est-à-dire pratiquée entre trois minutes après l'accouchement jusqu'à la cessation des pulsations, peut avoir un effet bénéfique sur le taux de globules rouges du nouveau-né sans que cela augmente le risque d'hémorragie de la délivrance,,.
Certains parents faisant l'expérience d'un accouchement à domicile sans assistance médicale s'inspirent d'une pratique New Age désignée comme « naissance Lotus » (ou lotus birth) en hommage à Clair Lotus Day, une femme de Californie qui en a fait la première expérience en 1974. Jeannine Parvati Baker, sage-femme autodidacte dans la mouvance nord-américaine de spiritual midwifery, en a été la principale propagatrice. Cette pratique qui se veut inspirée par celles de populations tribales en Indonésie consiste à ne pas couper le cordon ombilical pour le laisser sécher et se détacher de lui-même, ce qui intervient en général deux à quatre jours après la naissance. Le placenta une fois lavé est enveloppé dans un linge et conservé par un mélange de sel et de plantes médicinales. Après la rupture du cordon, il est enterré au pied d'un arbre. Traditionnellement, le placenta était considéré comme un « double psychique » de l'enfant et faisait l'objet d'un rituel à chaque anniversaire. Étant donné le faible nombre de cas, il n'existe pas d'étude clinique sur les conséquences médicales de cette pratique.
Immédiatement après l'accouchement, il est d'usage que la sage-femme examine le vagin et le périnée de la mère pour s'assurer qu'il n'y ait pas de déchirure et, si tel est le cas, d'effectuer une suture. En cas d'épisiotomie, une suture est de toute façon pratiquée.
Dans les jours qui suivent, de légères contractions permettront l'involution de l'utérus, c'est-à-dire sa diminution progressive jusqu'à retrouver sa taille habituelle. Des saignements vaginaux, généralement de quantité plus abondante que les menstruations, et appelés lochies, ont également lieu à la suite de l'accouchement. Le col de l'utérus rétrécit et épaissit pour retrouver son aspect équivalent à celui avant la naissance. Durant cette période, la mère fait l'objet d'une attention particulière afin de s'assurer de sa bonne récupération (surveillance de la pression artérielle, du pouls, des pertes sanguines…). Si une épisiotomie a été pratiquée, les soins consistent à en assurer la désinfection et à en vérifier la cicatrisation.
La période du post-partum s'étend de la fin de l'accouchement jusqu'au retour de couches, c'est-à-dire les premières règles après la grossesse.

## Histoire

### En France
Sous l'Ancien Régime, l'art d'accoucher est pratiquée par des sages-femmes qui est une profession réglementée. Pour être sage-femme, il faut être élue par l'assemblée des habitants. Puis un représentant de l'Église reçoit d'elles un serment et lui délivre des lettres d'habilitation. En dernier lieu, l'évêque convoque des sages-femmes pour s'assurer qu'elles soient capables d'administrer les derniers sacrements.
L'art d'accoucher devient plus scientifique à partir du XVIIIe siècle et des développements de l'obstétrique. Ces progrès permettent d'abaisser la mortalité infantile (de 300 ‰ en 1740 à 200 ‰ en 1789).

## Accouchements particuliers

### Accouchement et mutilation sexuelle
Les mutilations sexuelles féminines sont des interventions qui altèrent ou lèsent intentionnellement les organes génitaux externes de la femme pour des raisons non médicales. Une étude de l'OMS en 2006 montre que, chez les femmes ayant subi des mutilations génitales, la probabilité de complications à l'accouchement, à savoir : césarienne, hémorragie du post partum, épisiotomie, hospitalisation prolongée, réanimation du nouveau-né, décès périnatal pendant l'hospitalisation de la mère, est significativement plus élevée que lorsque la femme n'a pas eu de mutilation. Il n'y a par ailleurs aucun lien significatif entre les mutilations et le risque d'avoir un enfant de faible poids de naissance.

## Prise en charge de l'accouchement dans les pays à bas et moyen revenus

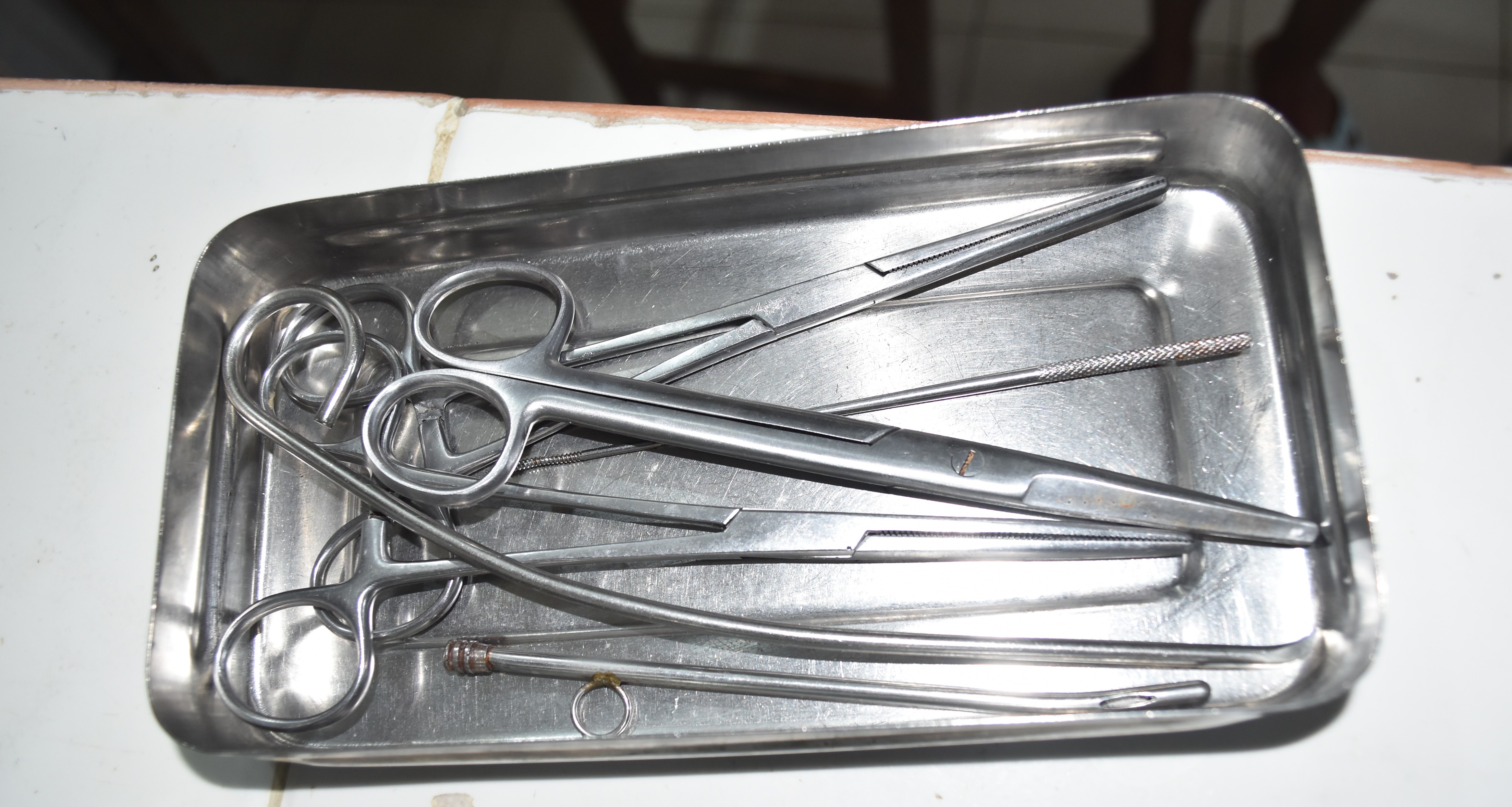
Boîte d'accouchement dans un centre de santé au Bénin.

L'OMS avec l'UNICEF a défini neuf actions pour réduire la morbidité et la mortalité maternelle dans ces pays à bas et moyens revenus qui rassemble 99% des morts maternelles dans le monde. Il existe neuf conditions pour assurer des soins obstétricaux d'urgence appelé en anglais Emergency Obstetric and Newborn Care. L'OMS distingue les soins obstétricaux de base et les soins obstétricaux complets
Une femme enceinte devra pouvoir bénéficier, en cas de besoin, des soins minimaux suivants.
Ces obstétricales fondamentales ne constituent pas une liste exhaustive ; elles ont été retenues en raison du rôle qu'elles jouent dans le traitement des cinq causes principales de décès maternels.
| Soins obstétricaux d'urgence de base | Soins obstétricaux d'urgence complet |
| --- | ------------------------------------ |
| Administration d'antibiotiques par voie parentérale                                                                                      | Les 7 soins de base                  |
| Administration d'utérotoniques pour traitement des hémorragies de la délivrance (ocytocine)                                              | Possibilité d'avoir une césarienne   |
| Administration d'anticonvulsivants par voie parentérale pour traiter une prééclampsie ou une éclampsie (par ex. du sulfate de magnésium) | Possibilité de transfusion sanguine  |
| Personnel sachant faire une délivrance artificielle                                                                                      |                                      |
| Possibilité de faire un curetage (aspiration ou à la curette)                                                                            |                                      |
| Accouchement par voie basse avec assistance instrumentale (par ex. utilisation d'une ventouse obstétricale, accouchement au forceps)     |                                      |
| Réanimation néonatale de base (par ex. en utilisant un masque avec ballon)                                                               |                                      |

### Objectifs de l'OMS
Proportion estimative de naissances par césarienne dans la population de 5 % au minimum et de 15 % au maximum.
Taux de létalité des femmes admises pour des complications obstétricales directes dans des structures sanitaires dispensant des SOU inférieur à 1 %
Le nombre minimum recommandé de structures sanitaires dispensant des SOU est de cinq pour 500 000 habitants, dont au moins une qui dispense des soins complets

### Autres recommandations de l'OMS
La tenue du partogramme, une prise en charge active du troisième stade du travail, la disponibilité des services 24 heures sur 24 et 7 jours par semaine, la perfusion intraveineuse, l'anesthésie et les succédanés du plasma (expanseurs volémiques).
La tenue du partogramme et une prise en charge active du troisième stade du travail font partie des bonnes pratiques obstétricales et il faut y recourir chez toute femme en travail pour éviter que celui-ci ne se prolonge ou qu'il ne se produise une dystocie d'obstacle avec les séquelles que cela implique, comme une fistule obstétricale par exemple.
La disponibilité des services 24 heures sur 24 et 7 jours par semaine est une question d'organisation et de planification plutôt qu'un savoir-faire d'importance vitale.
La perfusion intraveineuse fait implicitement partie de la fonction fondamentale caractérisée par l'administration de médicaments par voie parentérale. La pratique d'une anesthésie et l'utilisation de succédanés du plasma vont de soi s'il y a une intervention chirurgicale, comme une césarienne par exemple.

## Positions d'accouchement

### Décubitus dorsal (allongée sur le dos)

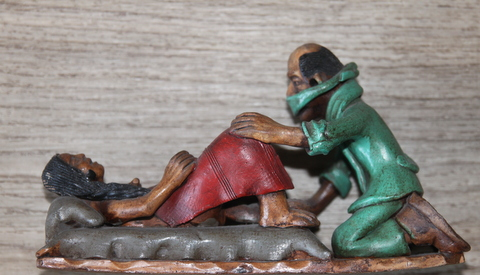
Le decubitus dorsal reste la position de référence dans la représentation que se fait le grand public de l'accouchement.

La parturiente est couchée à plat dos, souvent avec les pieds dans des étriers.
Il s'agit de la position d'accouchement classique en Occident. Elle permet en effet aux médecins de pratiquer plus facilement leurs interventions : touchers vaginaux, épisiotomies, forceps, etc. Mais elle reste extrêmement peu courante dans les sociétés traditionnelles et dans le reste du monde.
Historiquement, l'accouchement en position allongée a été introduit dans la pratique médicale par les médecins français du XVIIe siècle, et notamment Ambroise Paré et ses disciples à l'Hôtel-Dieu de Paris, puis surtout par François Mauriceau (1637-1709), le père de l'obstétrique en France auteur d'un influent Traité des Maladies des Femmes Grosses et Accouchées (1688). Mauriceau était en effet médecin de la cour du roi Louis XIV. Le souverain aurait lui-même pesé en faveur de cette position d'accouchement par ce qu'elle lui permettait d'assister à la naissance de ses propres enfants de Louise de La Vallière. Les écrits de Mauriceau eurent une influence majeure sur la pratique obstétricale de l'époque non seulement en France mais aussi dans les autres pays européens grâce à la traduction qu'en avait fournie le médecin britannique Hugh Chamberlen qui était l'héritier alors célèbre de la technique du forceps, inventée mais jalousement gardée par son père Peter Chamberlen. Au cours des XIXe et XXe siècles, la généralisation de l'accouchement en hôpital et sa médicalisation ont contribué à instaurer la position alitée et donc allongée. L'apparition des techniques anesthésiques ont encore contribué à renforcer cette pratique.
Il faut souligner le paradoxe d'une pratique largement répandue au regard d'un intérêt clinique qui reste controversé. Les études cliniques montrent, au contraire, un bénéfice de la position verticale, par exemple sur la durée du travail. Dans le contexte d'un regain d'intérêt pour l'approche physiologique de l'accouchement, l'immobilisation de la femme dans une position horizontale est de plus en plus critiquée. Une position plus verticale permet en effet au fœtus de se diriger plus facilement vers le vagin et donne à la femme, sans entrave, plus de confort pour choisir sa position. Néanmoins, la position allongée peut s'avérer utile dans la durée : les études cliniques montrent en effet qu'il est parfois difficile pour la femme de maintenir une position verticale en raison de la fatigue physique.
Aujourd'hui la formation du personnel médical a réintroduit l'enseignement de positions d'accouchement alternatives, même si le décubitus dorsal reste la position de référence au premier chef dans la représentation que se fait le grand public de l'accouchement.

### Décubitus latéral (en chien de fusil)
La parturiente est couchée sur le côté (gauche dans la majorité des cas), en chien de fusil. Cette position est parfois désignée comme « à l'anglaise » bien qu'elle ne soit pas plus fréquente au Royaume-Uni. Cette position est par contre très fréquemment utilisée en Asie. Elle a été popularisée en France par Bernadette de Gasquet comme une bonne alternative au décubitus dorsal lorsque la parturiente est sous péridurale.
Étant donné que la veine cave est libérée, cette position permet une bonne oxygénation de la mère et de l'enfant. Le sacrum n'étant pas comprimé, le bassin est souple et le bébé amorce plus facilement sa descente, tout en réduisant les douleurs anorectales.
Un des avantages du décubitus latéral sur le décubitus dorsal est de permettre à la parturiente de se verticaliser au dernier moment (en passant « à quatre pattes ») si elle en ressent le besoin.

### Position semi-assise
Il s'agit d'un ensemble de postures dans lesquelles le dos de la parturiente forme un angle de 45° avec ses cuisses parallèles au sol. Cette position peut être obtenue sur un lit d'accouchement dont on a préalablement relevé le dossier ou sur lequel sont disposés des coussins.

### Positions verticalisées

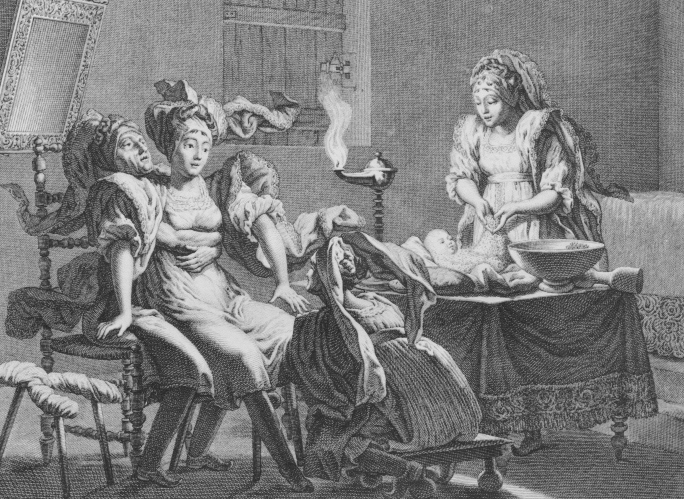
La position verticalisée est très courante dans les sociétés traditionnelles

Dans la littérature scientifique, on désigne comme « verticalisées » toutes les positions pour lesquelles le dos de la parturiente est proche de la verticale. Il s'agit de la position debout, de la position assise, de la position accroupie et de la position « à quatre pattes » qui est une variante de la position accroupie.
La position assise peut être aidée par l'utilisation de sièges d'accouchement, notamment utilisés lors des accouchements à domicile aux Pays-Bas. Elle est recommandée pendant la phase de dilation comme étant la plus confortable.
Une verticalisation de la parturiente peut se produire spontanément pendant la phase d'expulsion.
La position verticalisée a pour avantage d'utiliser les effets de la gravité sur le fœtus. Les contractions sont d'intensité plus élevée et de fréquence moindre qu'en décubitus, elles sont mieux coordonnées, leur efficacité pour dilater le col est majorée et aboutit ainsi à un travail plus efficace et de plus courte durée. La position verticalisée apporte en outre plus de confort à la femme, réduit les douleurs, diminue le risque d'incision ou de déchirure du périnée et entraîne une satisfaction accrue et significative des parturientes. La position assise était adoptée au XVIIe siècle parmi les femmes de qualité, celles-ci utilisant successivement une "chaise de travail", puis une "chaise d'accouchement". L'OMS rappelle le résultat des études aboutissant à ces conclusions, mais en affiche d'autres qui aboutissent à des résultats opposés concernant l'augmentation des déchirures et des hémorragies lorsque la position debout est adoptée dans la phase d'expulsion. Globalement, elle préconise une formation accrue du personnel accoucheur à la position verticale, afin de laisser aux femmes le choix de la position dans laquelle elles sentent le plus à l'aise. La position à quatre pattes soulage efficacement les femmes quand elle est adoptée régulièrement pendant l'accouchement et contribue en outre à un meilleur positionnement du bébé.

### Mobilité durant le travail
De nombreuses études épidémiologiques ont comparé les avantages et inconvénients de diverses positions en cours de travail et en phase d'expulsion. Elles s'accordent sur le fait que la position allongée sur le dos présente le plus d'inconvénients tant sur le déroulement de l'accouchement que sur les douleurs et l'inconfort pour la parturiente. Elles ne permettent cependant pas de déterminer quelle autre position d'accouchement serait à recommander à l'ensemble des femmes.
D'autres travaux et les témoignages de nombreuses femmes, sages-femmes et obstétriciens, suggèrent que la mobilité (liberté totale de position) peut jouer un rôle important dans la réduction de la douleur de l'accouchement et la prévention des dystocies (difficultés essentiellement mécaniques de l'accouchement). Le but n'est en effet pas de remplacer une contrainte positionnelle par une autre étant donné qu'il n'y a certainement pas une position unique d'accouchement valable pour toutes les femmes et pour toutes les phases du processus. Le progrès réside dans l'offre faite aux femmes de se mouvoir comme elles le souhaitent, et éventuellement de leur proposer des positions variées en tenant compte de chaque femme dans sa globalité incluant ses caractéristiques physiques, psychologiques et obstétricales. Il est enfin conseillé aux femmes d'être à l'écoute de leur corps et d'adopter la position qui leur convient le mieux en se laissant guider par leur intuition,.
Cette liberté de mouvement est de règle depuis plusieurs décennies dans les maternités suédoises. Dans d'autres pays, les associations d'usagers distribuent des posters ou des fiches d'information sur les positions recommandées en cours de travail.

### Accouchement dans l'eau

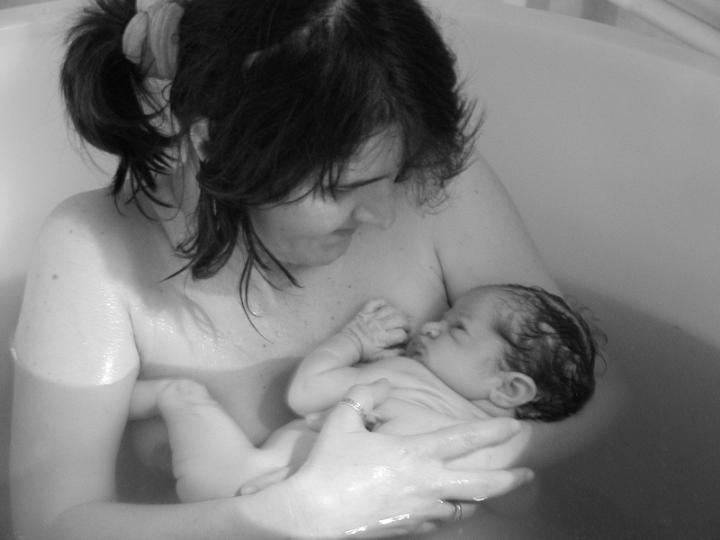
Accouchement dans l'eau.

En raison de ses effets relaxants, l'eau chaude exerce un effet favorable sur la progression du travail pendant la phase de dilatation du col de l'utérus, et elle joue un rôle analgésique qui peut être important pour certaines femmes.
La parturiente se place dans un bain durant les phases de dilation et d'expulsion, jusqu'à ce que la naissance du bébé se déroule dans l'eau. On parle alors de naissance aquatique. Cette pratique est possible lors des accouchements assistés à domicile et dans un très petit nombre de maternités françaises, mais est pratiquée plus couramment en Belgique, aux Pays-Bas, en Angleterre, au Canada et en Australie.
Une autre possibilité consiste à permettre à la parturiente de rester dans le bain jusqu'à la dilatation complète (fin du premier stade du travail), puis de sortir du bain pour accoucher dans la position d'expulsion de son choix. Cette situation est fréquente dans les unités obstétricales disposant de « bassins de dilatation » mais ne souhaitant pas accompagner des naissances aquatiques.

## La douleur et sa gestion

### Protection physiologique contre la douleur
Durant la phase de dilatation, l'ocytocine produit par l'hypophyse (ou glande pituitaire) induit les contractions utérines. Le placenta sécrète quant à lui des prostaglandines. Ces deux substances stimulent puissamment le myomètre (la couche musculeuse interne de l'utérus). Elles contribuent à la synchronisation des contractions de celui-ci.
Le myomètre étant rendu très sensible à l'ocytocine, les contractions s'intensifient et l'intervalle entre celles-ci diminue. La douleur, augmentant graduellement elle aussi, permet la sécrétion d'endorphines (opiacé naturel de la même famille que la morphine) qui aident à maintenir cette douleur à un niveau supportable. Elles diminuent en outre la tension et la fatigue.
Pour permettre la libération d'ocytocine et d'endorphine la plus adéquate, il est nécessaire selon Michel Odent que la parturiente puisse se trouver dans un lieu offrant de la chaleur, de la sécurité et de l'intimité et qu'elle soit le moins possible stimulée au niveau du cortex, le cerveau rationnel. Dans ces conditions, le taux d'adrénaline et de façon générale celui des hormones de fuite que sont les catécholamines, lesquelles sont antagonistes à l'ocytocine, sont à leur niveau minimum. La non-stimulation du cortex permet quant à elle de laisser le gouvernail au cerveau reptilien, l'hypothalamus, ce qui rend la parturiente plus apte à se laisser guider par une forme d'instinct. Plus concrètement, il est recommandé de permettre l'accouchement dans un lieu intime, accueillant et connu, dont la lumière est tamisée, où règne le silence ou une musique douce. La parturiente doit avoir chaud, qu'elle soit dans le mouvement ou l'immobilité, et elle doit pouvoir bouger, marcher et changer de position. Elle doit en outre être entourée de peu de personnes, qui doivent être connues et appréciées, et qui ne doivent pas lui poser de questions ou solliciter son intellect,. La parturiente doit enfin avoir la possibilité de boire et manger.

### Variations individuelles et culturelles
La douleur est complexe, personnelle, subjective et est un phénomène multifactoriel influencé par des éléments psychologiques, physiologiques et socioculturels. Elle est relative, très différente d'une femme à l'autre, d'un accouchement à l'autre. Certaines parturientes vivent d'intenses souffrances, alors que la douleur est plus légère pour d'autres, et que certaines n'en ressentent presque aucune manifestation.
L'intensité et la nature de la douleur varie aussi selon que la parturiente soit primipare ou multipare,.
La douleur de l'accouchement présente également des variations culturelles. Dans la culture judéo-chrétienne, elle est considérée comme une malédiction divine. Dans la Bible, Jéhovah punit Ève en ces termes : « tu enfanteras avec douleur ». À cause du péché et de la désobéissance, Jéhovah dit à Ève, à propos de la maternité : “ J'augmenterai beaucoup la douleur de ta grossesse ; c'est dans les souffrances que tu mettras au monde des enfants. ” — Gn 3:16 . Dans d'autres cultures, il a, au contraire, été observé que les femmes tendaient à davantage accoucher sans douleurs.

### Description de la douleur

#### Douleurs dues aux contractions
La principale douleur généralement ressentie lors de la première phase de l'accouchement est celle des contractions de l'utérus. En début de travail, les contractions surviennent toutes les 15 à 20 minutes et durent de 15 à 20 secondes. Généralement, la douleur ne se manifeste qu'après une certaine durée de la contraction et cesse avant la fin de celle-ci. Toutefois il a été rapporté que dans un tiers des cas observés lors d'une étude, cette douleur ne cessait pas entre les contractions.
L'intensité et la fréquence des contractions augmentent au fur et à mesure de la progression du travail, pour survenir finalement toutes les 3 à 5 minutes et durer 30 à 45 secondes. Elles reprennent pour la phase de délivrance, afin d'expulser le placenta.
Selon Michel Odent, si l'on ne perturbe pas le déroulement naturel de l'accouchement (notamment par des hormones de synthèse), la douleur déclenche la sécrétion d'endorphines, des analgésiques naturels proches de la morphine, qui permettent à la parturiente de supporter des contractions de plus en plus fortes et de plus en plus rapprochées.

#### Douleurs viscérales et périnéales liées à la phase d'expulsion
Lors de la phase d'expulsion, la distension des tissus nécessaire au passage du bébé provoque généralement des douleurs viscérales et périnéales. Contrairement aux douleurs abdominales et viscérales liées à la dilation lors de la première phase de l'accouchement, les multipares y sont plus exposées que les monopares.
Juste avant la phase d'expulsion peut survenir une phase de désespérance caractérisée par une peur soudaine chez la parturiente liée à une poussée d'adrénaline.
Un autre facteur de douleur perdurant après la délivrance est celui lié à une déchirure éventuelle du périnée ou à l'épisiotomie pratiquée dans l'intention de prévenir cette déchirure.

### Facteurs influençant la douleur

#### Facteurs augmentant la douleur
Les facteurs suivants augmentent la douleur de l'accouchement :
- La peur : la peur de l'accouchement, la peur de la douleur elle-même, l'angoisse face à l'inconnu ou liée à des expériences antérieures traumatisantes, le stress notamment dû au contexte médical. Ces facteurs provoquent une tension au niveau de l'utérus qui rend ses contractions plus douloureuses. De plus, la peur induit une production d'adrénaline détournant l'afflux sanguin de l'utérus vers les membres utiles à la fuite et au combat, ce qui diminue son oxygénation et son efficacité, et ce qui diminue également la production d'ocytocine responsable du bon déroulement de l'accouchement[92],[93] ;
- La position gynécologique ou couchée sur le dos : dans cette position, le fœtus ne profite pas de la gravité pour descendre, les contractions sont plus difficiles à supporter, le fœtus et le placenta appuient sur les organes de la parturiente limitant son débit sanguin, la pression sur le périnée est plus forte (augmentant le risque de déchirures) et l'ouverture du bassin est plus étroite. Il s'agit de la position la plus inconfortable et la plus douloureuse[94] ;
- L'inconfort lié à la fatigue, au froid, à la faim et à la soif : ces facteurs affaiblissent l'organisme et accroissent la sensation de douleur[95] ;
- Le déclenchement du travail : l'injection d'ocytocine artificielle provoque des contractions plus intenses tout en perturbant l'équilibre hormonal de la parturiente, en particulier la production d'endorphine[96]. Le décollement ou la rupture artificielle des membranes (la poche des eaux) augmentent également la douleur des contractions[97] ;
- Le sentiment d'insécurité par rapport à son environnement, le défaut d'information, le manque de soutien, la solitude, les gestes médicaux invasifs, le bruit, la lumière forte, les conversations techniques autour de la femme qui accouche, les allées et venues du personnel médical : ces facteurs fragilisent la parturiente, perturbent sa concentration et la rendent plus vulnérable à la douleur[91].

#### Facteurs diminuant ou supprimant la douleur

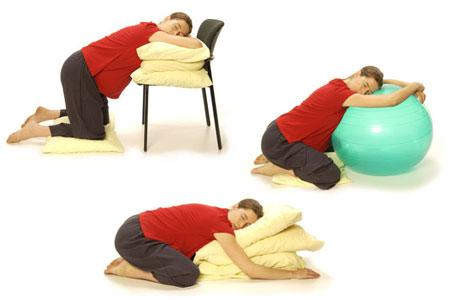
Varier les positions permet d'accueillir au mieux chaque contraction, ce qui réduit voire, élimine la douleur

La douleur présente une double dimension sensorielle et affective, et une série de facteurs peuvent la réduire :
- La détente et la relaxation : le muscle qu'est l'utérus peut totalement se relâcher entre les contractions et n'est pas entravé par des tensions inutiles, les tissus et ligaments de l'abdomen et du bassin sont plus souples, le sang est bien oxygéné et est dirigé prioritairement vers les muscles utiles à l'accouchement, l'ocytocine et les endorphines peuvent se libérer au maximum[98],[99].
- La mobilité : Il a été observé que bouger, marcher, adopter les positions qui semblent les plus confortables et changer de position en fonction de ce que dicte son corps permet de fortement réduire la douleur. Une posture confortable permet d'accueillir au mieux chaque contraction, d'assouplir les muscles et les ligaments et d'ouvrir le bassin. Le fœtus progresse dès lors au mieux dans les voies maternelles tout en réduisant les douleurs. Pour ce faire, la parturiente doit pouvoir utiliser un maximum d'objets lui permettant de s'appuyer (mur, meuble, lit, dossier de chaise…), de s'asseoir de différente manière (tabouret, coussins, siège d'accouchement…), de se hisser (écharpes, corde, haut meuble servant d'appui…), de se placer accroupie ou à "quatre pattes" (tapis de sol…), ou de se coucher dans diverses postures. L'utilisation d'un ballon de gymnastique permet également des mouvements et rotations du bassin qui contribuent à un relâchement des tissus internes[95],[100].
- L'intimité : pour accoucher au mieux, la parturiente doit se déconnecter de son intellect et sa raison pour se laisser aller à ses instincts de mammifère. Pour parvenir à cet état, elle doit avoir accès à un lieu où règnent le silence ou une musique douce, une lumière tamisée ou de la pénombre. Elle doit être entourée uniquement de personnes familières et de confiance. Elle doit savoir qu'elle ne sera pas dérangée, ni observée, qu'elle sera libre d'adopter toutes les positions et d'émettre tous les sons, gémissements et cris qu'elle souhaite[101],[102]. L'obstétricien Michel Odent estime que les conditions d'accouchement doivent être similaires à celles d'une relation sexuelle. Il s'agit en effet d'un même mécanisme de mise en veille du néocortex et de la libération des mêmes hormones que sont l'ocytocine et les endorphines[103].
- La confiance en soi et la bonne information : en étant correctement informée sur le processus d'accouchement et en étant consciente de sa capacité à accoucher seule, la parturiente devient pleinement maîtresse de son accouchement et utilise les sensations qui se présentent comme guides jusqu'à la naissance[104].
- Les massages : la parturiente peut, si elle le souhaite et pendant la durée qui lui convient, demander différents types de massage. Le massage par effleurement permet de libérer des endorphines[105],[106], le massage du bas du dos peut relâcher les muscles du bassin, l'acupression consiste à appuyer sur certaines zones du corps pour neutraliser la douleur[107]. Elle peut également utiliser les effets relaxants de la chaleur (bain chaud, application d'une bouillotte ou de compresses chaudes sur certaines parties du corps)[108]. Néanmoins, certaines femmes se supportent pas d'être touchées pendant l'accouchement ou à certains moments de celui-ci. Il est dès lors important qu'elles le disent et que leur demande soit respectée[100].
- Émettre des sons, des cris ou des gémissements : les sons graves produisent des vibrations qui entrent en résonance avec l'abdomen et le bassin et permettent une détente des ligaments et tissus de cette zone. Le chant permet de rester concentrée et de respirer au mieux[109]. Les cris libèrent, expulsent et canalisent l'énergie, à l'image des joueuses de tennis lorsqu'elles tapent dans la balle. Les cris peuvent être des cris de puissance et de force, comme le cri du guerrier. Les gémissements, très semblables aux gémissements pendant l'acte sexuel ou l'orgasme, permettent également de canaliser les sensations et évacuer un trop plein d'énergie[110].
- Rester dans l'instant présent : vivre chaque sensation au moment où elle se présente, sans penser à celles qui sont passées ni anticiper celles qui vont venir; accueillir chaque contraction comme si elle était unique, puis savourer le moment de pause qui la suit. Cette méthode permet de rester concentrée et progresser positivement dans l'accouchement[111].
- Le confort : la mise à disposition d'un endroit accueillant et chaud, la possibilité de boire et manger[112], la bienveillance inconditionnelle de son entourage augmentent le sentiment de bien-être et de sécurité de la parturiente propices à la relaxation.

### Méthodes de lutte contre la douleur

#### Méthodes naturelles
La formation à l'accouchement dit sans douleur, actuellement appelé « préparation à la naissance », est une technique mise au point dans les années 1950 par le neurologue et obstétricien français Fernand Lamaze. Cette méthode, importée en Europe d'URSS, a été un ensemble de techniques visant à supprimer l'angoisse et la peur chez la femme qui accouche : préparation durant la grossesse, bonne information de la femme enceinte, relaxation par des techniques de respiration et création d'un climat de confiance entre la femme qui accouche et l'équipe médicale.
Aujourd'hui, certaines femmes qui souhaitent accoucher de façon naturelle et sans douleur se tournent vers l'accouchement sous hypnose. Cette technique a été mise au point aux États-Unis dans les années 1930 par Grantly Dick-Read et repose sur les mêmes principes que l'accouchement sans douleur de Lamaze : rompre l'effet peur-tension-douleur en déconstruisant auprès de la femme enceinte l'image d'accouchements effrayants et dangereux, et en lui apprenant différentes techniques de relaxation profonde.

#### Méthodes conventionnelles
En 1853, la Reine Victoria demande à accoucher sous chloroforme, lançant ainsi un mouvement d'accouchement sous anesthésie générale dans les pays anglo-saxons jusque dans la moitié du XXe siècle.

##### Péridurale
Dans les années 1970 apparaît la péridurale, une technique visant à injecter un anesthésiant dans l'espace séparant deux méninges. En raison de la localisation des racines nerveuses naissant de la moelle nerveuses, cette injection est faite généralement entre la troisième et quatrièmes vertèbres lombaires, afin d'insensibiliser le corps de la parturiente entre la taille et les pieds. Cette technique permet à la femme de rester consciente durant l'accouchement, sans ressentir de douleur. Elle peut également être utilisée en cas de césarienne. En fonction du produit et du dosage, la péridurale est efficace. Une analgésie trop forte peut entraîner une abolition totale du réflexe de défécation aboutissant à une importante diminution des efforts expulsifs. De ce fait, une extraction du fœtus est indispensable. Mais d'un autre côté ; elle rend les extractions plus simples et surtout elle évite la réalisation d'une anesthésie générale, qui n'est pas un acte anodin chez une femme en travail. Elle fait aussi gagner un temps précieux.
Le grand avantage de la péridurale est qu'elle permet la réalisation indolore d'une délivrance artificielle ou d'une révision utérine en cas d'hémorragie de la délivrance sans attendre l'anesthésiste.

#### Rachianesthésie
La rachianesthésie consiste à injecter directement dans le liquide cérébrospinal un liquide anesthésique ayant des propriétés physiques très particulières permettant à ce liquide et de rester dans le cul-de-sac méningé et de ne pas remonter vers le tronc cérébral. C'est une anesthésie très rapide (moins d'une minute après l'injection) et très efficace. Sa rapidité lui permet d'être utilisée en urgence à la place de l'anesthésie générale. Son seul inconvénient est une durée d'action limitée : moins de deux heures.

## Complications et interventions médicales

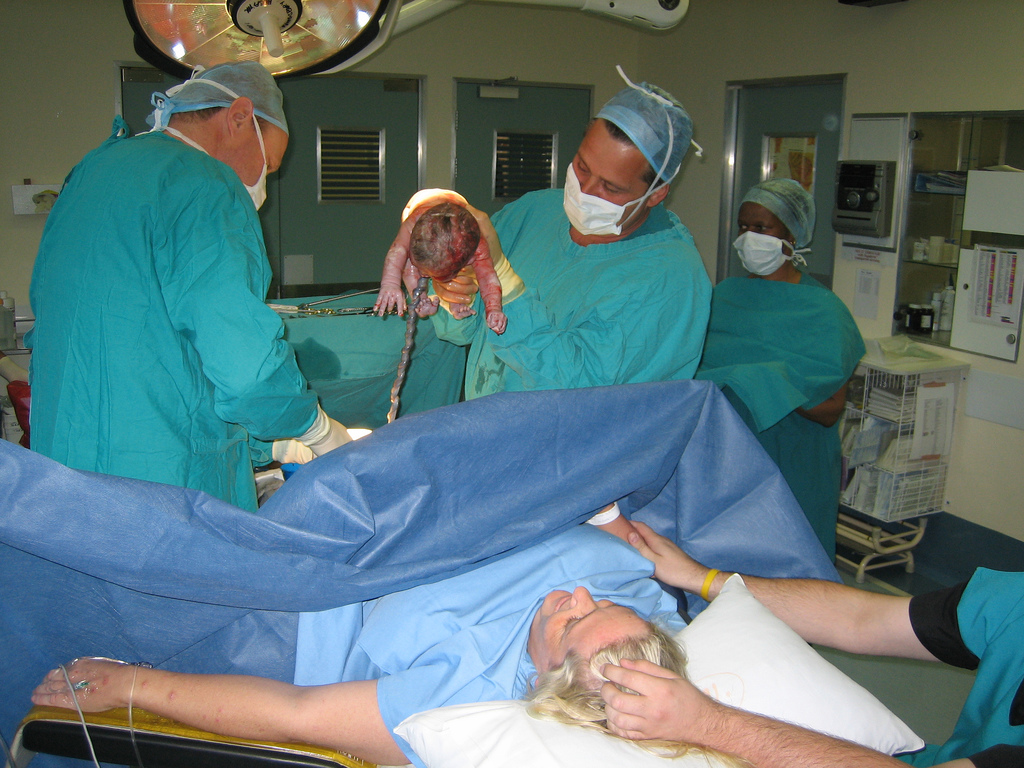
Naissance par césarienne

Elles requièrent généralement l'intervention d'un obstétricien qui pratique, selon la complication rencontrée, une césarienne ou l'utilisation de forceps ou d'une ventouse obstétricale.
La souffrance fœtale est une diminution de l'oxygénation chez le fœtus qui peut être notamment décelée par un rythme cardiaque élevé ou trop bas (observé par cardiotocographie). Dans les situations les plus risquées, une césarienne est pratiquée.

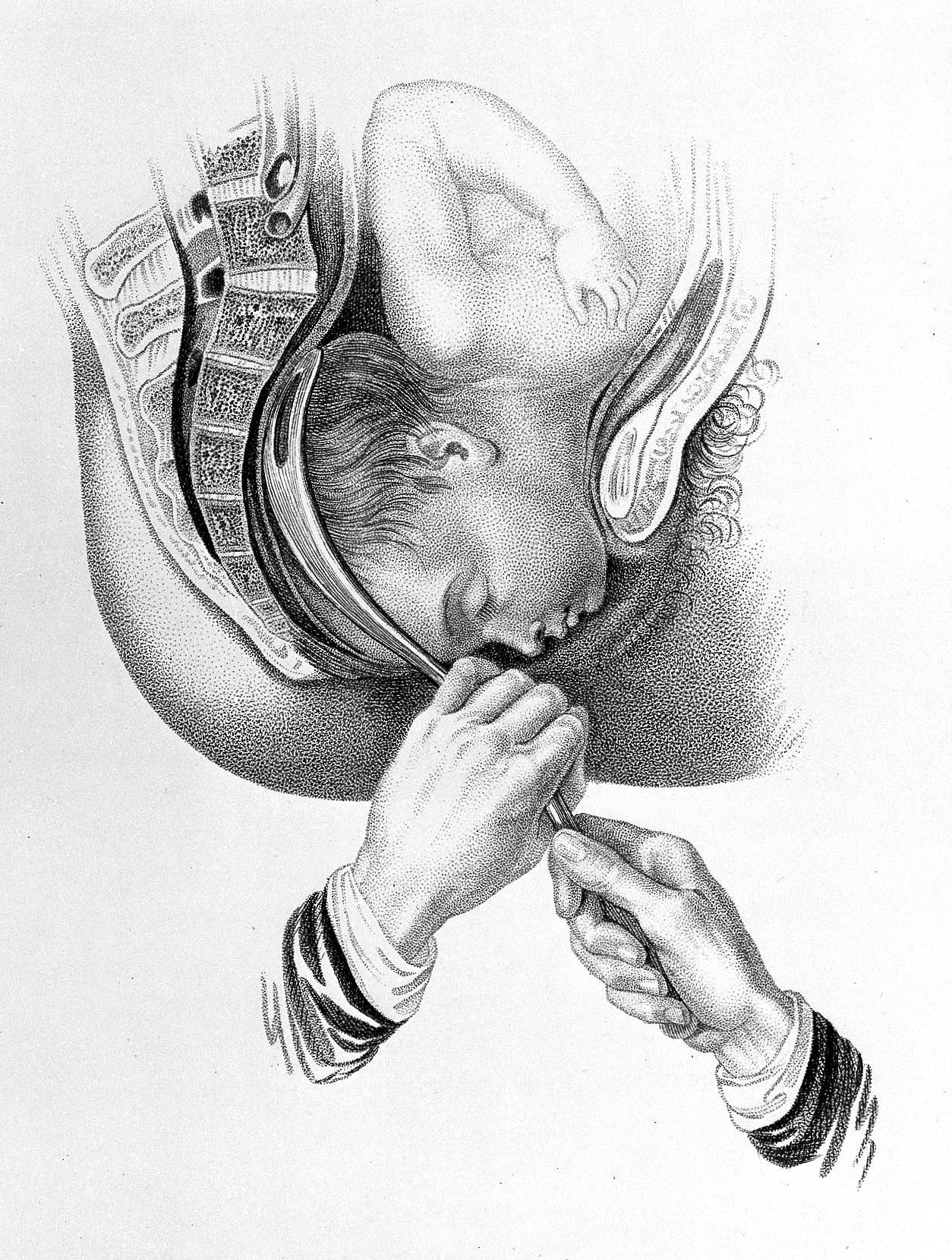
Présentation de l'utilisation de forceps en 1841.

Durant la phase de dilatation, les principales complications sont la dystocie cervicale (non-progression de la dilatation du col) et la rupture utérine. Cette dernière complication peut être fatale tant pour la mère que pour le fœtus. Au moment de la rupture de la poche des eaux peuvent se produire une hémorragie de Benckiser, une latérocidence du cordon ou une procidence du cordon.
Durant la phase d'expulsion, un non engagement de la présentation peut avoir lieu lorsque la partie du fœtus qui appuie directement sur le col ne parvient pas à franchir le détroit supérieur du bassin maternel. Les causes peuvent être multiples, corrigeables spontanément ou non, temporaires ou définitives.
La non-progression de l'expulsion est quant à elle diagnostiquée lorsque la tête du fœtus ou la partie de son corps qui se présente en premier n'avance pas malgré la présence de contractions adéquates. Cette complication requiert une intervention telle que l'extraction par ventouse, l'extraction au forceps ou la césarienne. La dystocie des épaules en est une cause particulière, lorsque le nouveau-né reste bloqué par la ceinture scapulaire. D'autres complications lors de la phase d'expulsion peuvent être un enclavement ou un accident du siège. Après la naissance peuvent avoir lieu une hémorragie de la délivrance ou diverses formes d'infections. Parmi les complications infectieuses, la fièvre puerpérale est la plus dangereuse, mais ne s'observe plus dans les pays développés. Il s'agit d'une septicémie à streptocoques, provoquée par des manipulations dans de mauvaises conditions d'asepsie.

## Critiques de la médicalisation de l'accouchement
Dès les années 1970, des voix se sont élevées contre la surmédicalisation de l'accouchement et des pratiques médicales dommageables aux femmes et aux bébés.
En 1974, Le gynécologue obstétricien Frédérick Leboyer publie Pour une naissance sans violence. Le chirurgien et obstétricien Michel Odent met en œuvre les recommandations de Frédérick Leboyer dans la maternité de l'hôpital de Pithiviers qu'il dirige et publie l'ouvrage Bien naître.
Aux États-Unis, une critique de la médicalisation de la naissance s'exprime principalement dans le mouvement hippie, notamment porté par la sage-femme Ina May Gaskin. Cette dernière fondera une communauté, The Farm, où l'on peut accoucher « naturellement »,.
À la même époque, en France, des accouchements démédicalisés ont eu lieu dans certaines communautés du MLAC. Le MLAC a été fondé en 1973 notamment pour proposer des IVG dans les bonnes conditions, malgré l'interdiction de cette pratique. Certaines femmes ont raconté y avoir mieux vécu leur IVG que leur accouchement, ce qui a encouragé certains groupes locaux de cette association à également accompagner des accouchements. Une séquence montrant un tel accouchement figure dans le documentaire Regarde, elle a les yeux grands ouverts de Yann Le Masson.
Au début des années 2000, plusieurs associations voient le jour en France, avec pour objectif de militer pour une naissance « respectée ». Les pratiques intrusives sur le corps des parturientes, dans un univers surmédicalisé, sont de plus en plus souvent assimilées à des « viols » ou des « mutilations génitales ». Le terme « violence obstétricale » est utilisé dès 2004 pour désigner des gestes accomplis sans le consentement de la patiente. D'un point de vue sociétal, il s'agit pour les parents militants de passer du respect à la réappropriation de la naissance dans une démarche collective favorisée par les nouvelles technologies de communication.
En 2003 puis 2006 ont lieu les États généraux de la naissance qui mobilisent une centaine d'associations d'usagers du système de santé, parmi lesquelles La Leche League, l'Alliance francophone pour un accouchement respecté (AFAR) et la Société d'Histoire de la Naissance, regroupées à partir de 2004 dans le Collectif interassociatif autour de la naissance (CIANE).
En 2002, en Belgique, est créée l'association Alter-Natives dans le but de fournir aux futurs parents des informations sur les actes médicaux qui leur seront proposés.
En 2004, l'Alliance francophone pour un accouchement respecté initie la semaine mondiale de l'accouchement respecté (SMAR) reprise annuellement dans plusieurs pays (notamment en Amérique du Sud), avec pour premier thème l'épisiotomie, lever le voile. Cette action médiatique se concrétise par une saisine de l'ANAES (Agence nationale d'accréditation et d'évaluation en santé) soutenue par la Caisse nationale d'assurance maladie des travailleurs salariés (CNAMTS) et le Collège national des gynécologues et obstétriciens français (CNGOF). (Voir la création et la critique des recommandations de pratique clinique qui ont suivi dans l'article Épisiotomie.)
En 2013, la féministe Marie-Hélène Lahaye ouvre son blog Marie accouche là dans le but de développer une analyse politique et féministe autour de la naissance, et contribue à médiatiser dans le monde francophone le terme de violence obstétricale.
À partir de 2014, des critiques des pratiques hospitalières sont de plus en plus médiatisées, notamment par l'usage d'internet et des réseaux sociaux qui permettent une libération de la parole des femmes. La sage-femme et écrivaine Agnès Ledig dénonce le point du mari qui consiste à recoudre de façon serrée une épisiotomie dans le but de favoriser le plaisir de l'homme,. Le hashtag #PayeTonUterus lancé sur Twitter recueille des milliers de témoignages de maltraitances gynécologiques et violences obstétricales. Une équipe du CIANE gère un nombre croissant de dossiers de recours.
Le 20 juillet 2017, Marlène Schiappa, secrétaire d'État chargée de l'Égalité entre les femmes et les hommes, a annoncé, devant la commission Droits des femmes de l'Assemblée nationale, avoir commandité un rapport titré Les actes sexistes durant le suivi gynécologique et obstétrical au Haut Conseil à l'égalité entre les femmes et les hommes (HCE), présenté publiquement le 29 juin 2018.

### Arguments en faveur d'une naissance moins médicalisée
Les partisans d'une naissance moins médicalisée estiment que la prise en charge de parturiente par la médecine conventionnelle est anxiogène et génératrice de stress, ce qui augmente le niveau d'adrénaline antagoniste de l'ocytocine. Ainsi, un environnement inconnu et peu rassurant, la température de la pièce inadaptée aux besoins d'une parturiente immobile, les nombreuses interventions sur le corps de la femme (touchers vaginaux, perfusion, sondage, rasage) souvent peu ou pas explicitées et pratiquées par des personnes différentes, l'immobilité et la position inadaptée imposées, la faim et la soif, les bruits de machines, les conversations techniques autour et sur la femme en travail, l'éclairage intense, pourraient provoquer une sécrétion massive d'adrénaline bloquant la sécrétion d'ocytocine, d'endomorphines et de prolactine, et perturbant la libération de catécholamines (dont le taux anarchique joue un rôle avéré sur l'hémorragie de la délivrance). Cette perturbation hormonale a pour conséquence un ralentissement du travail et des contractions moins efficaces et plus douloureuses, ce qui nécessite souvent une perfusion d'ocytociques artificiels. L'accouchement devient long et douloureux, nécessitant la pose d'une péridurale qui peut induire des perturbations iatrogènes,,.
Au moment de la phase d'expulsion, une poussée d'adrénaline se déclenche, ce qui apporte un regain d'énergie à la parturiente, l'incite à adopter une position verticale et à s'agripper. La femme éprouve alors une forte envie de pousser.
Immédiatement après la naissance, un nouveau pic d'ocytocine vient faciliter la délivrance. Cette hormone induit également le comportement maternel, celui de prendre soin du nourrisson, et est nécessaire au réflexe d'éjection du lait maternel. Dans la mesure du possible, le nourrisson est posé contre sa mère immédiatement après la naissance afin de favoriser les échanges et les sécrétions hormonales induisant l'attachement. De nombreuses mères expriment une montée d'amour à la vue de leur bébé, qui serait notamment liée à ce pic majeur de la sécrétion d'ocytocine. Des perturbations dans ces moments suivant la naissance, pour cause de problèmes chez le bébé ou chez la mère, ou en raison de protocoles hospitaliers routiniers, peuvent perturber de façon importante l'établissement d'un lien harmonieux entre la mère et l'enfant. Enfin, la prolactine est libérée, permettant le déclenchement de la lactation.

## Aspects culturels et sociaux

### Dans la Rome antique
Dans la Rome antique, l'accouchement est une affaire de femmes. Celles des classes aisées au moins font appel à une sage-femme (obstetrix), chargée d'aider aux accouchements simples à la maison et de donner les premiers soins au nourrisson. L'accouchement se déroule dans trois endroits différents d'une même pièce, choisie dans un lieu reculé de la maison. La phase de travail se déroule sur un lit. Lorsque l'expulsion s'annonce, la femme est transférée sur une chaise à dossier droit dont l'assise est ouverte en son milieu. Cette chaise dispose de poignées pour que la femme puisse s'y agripper, même si l'aide de domestiques est parfois requise pour maintenir la parturiente en position assise. L'obstetrix procède aux manipulations et retire le bébé par cette ouverture de la chaise. Enfin, une seconde couche est destinée à la phase de repos.
En cas de complications, il est fait appel à des médecins obstétriciennes appelées medica ou iatromea. L'une d'entre elles, nommée Soranos, est réputée maîtriser deux pratiques : la version podalique, qui consiste à retourner un enfant mal engagé afin qu'il se présente par les pieds, et l'avortement tardif, si l'enfant n'arrive pas à sortir. Ces pratiques ont probablement fait l'objet d'un enseignement dans l'Empire romain et au-delà, puisqu'on a retrouvé en Angleterre au IVe siècle le corps d'un enfant présentant les signes caractéristiques de l'avortement tel qu'il était pratiqué à Rome. Les forceps sont alors inconnus, et l'accouchement redouté en raison du risque de mortalité élevée.

### Chez les Pygmées
Traditionnellement, les Pygmées accouchent à l'écart du centre du campement, soit en un coin reculé, soit en dehors, mais toujours à proximité. La parturiente s'agrippe au pied d'un arbre et reçoit l'aide d'une assistante, qui « l'enserre par-derrière pour accentuer l'efficacité des contractions ». Le recours à un ou une accoucheuse, ou matrone voire au guérisseur n'a lieu qu'en cas de complications. La parturiente coupe elle-même le cordon ombilical avec ses dents, ou bien celui-ci est tranché par l'assistante qui prend soin ne pas y toucher directement, et le manipule avec deux bâtons servant de baguettes d'une main, son autre main utilisant un éclat de bois, ou de nos jours, une lame de rasoir.
Au Congo, les services de santé tentent de convaincre les femmes de venir accoucher dans les maternités, mais constatent une forte résistance. Les femmes pygmées disent se sentir méprisées, ce qui est confirmé par de nombreux intervenants, et malgré la gratuité instaurée, en 2011 moins de 2 % des femmes avaient accouché dans un centre de santé intégré dans le Nord du pays, la moyenne nationale étant de moins d'un quart pour les femmes autochtones contre 80 % pour les autres Congolaises. Une autre raison de ce choix est l'attachement aux traditions prônées par les anciens. Ainsi, une sexagénaire explique : « Nous avons encore confiance à nos traditions. Quand une femme est à terme, elle ne se promène plus seule en forêt. Dès que les douleurs d’accouchement arrivent, elle sait ce qu’il faut faire: s’asseoir au pied de l’arbre. ».

### En Occident, de nos jours: l'entourage de la parturiente

#### Accouchement non assisté
L'accouchement non assisté est un accouchement qui se déroule en l'absence de personnel médical tels que sage-femme, médecin, gynécologue ou obstétricien. Selon ses promoteurs, l'accouchement n'est que l'aboutissement du processus naturel qui a commencé par la procréation et s'est poursuivi par le développement du fœtus durant toute la grossesse, périodes pendant lesquels la femme n'a besoin d'aucune aide extérieure, la question des complications et du risque de mortalité accrue étant évacuée.
Dans de nombreuses cultures, il est inculqué aux femmes l'idée qu'elles ne peuvent pas accoucher par elles-mêmes et qu'elles ont besoin de l'assistance d'une tierce personne. La forme la plus extrême de cette limitation de la capacité des femmes se trouve dans les sociétés pratiquant l'excision où les cicatrices et mutilations liées à cette pratique exigent la présence d'une personne devant inciser le périnée au moment de l'accouchement. Néanmoins, dans certaines sociétés, les femmes continuent à accoucher sans assistance. C'est le cas chez les Baribas[réf. à confirmer] et chez les !Kung,.
En Occident, la plupart des accouchements non assistés sont des accouchements inopinés, non intentionnels, par exemple lorsque la femme n'a pas pu rejoindre une maternité ou que l'équipe médicale n'a pas pu arriver à temps. Un courant de femmes souhaitant accoucher sans assistance est cependant apparu après la généralisation des accouchements en milieu hospitalier et des pratiques peu respectueuses auxquelles les parturientes y sont soumises. Ces femmes veulent vivre activement et librement leur accouchement, dans une logique d'émancipation et d'accomplissement personnel, ou dans une volonté d'intimité, de sérénité et d'accueil paisible du bébé.

#### Sage-femme
La sage-femme est une professionnelle médicale diplômée dont le métier est d'assister les femmes pendant leur grossesse et pendant leur accouchement et de prodiguer les premiers soins aux nouveau-nés.
Le métier de sage-femme existe dans quasiment toutes les sociétés. Les sages-femmes ont tenu une place privilégiée durant l'Antiquité et sont respectées dans bon nombre de cultures. En Occident, le métier de sage-femme reste pourtant difficilement reconnu depuis le Ve siècle. Les sages-femmes furent persécutées en tant que sorcières par l'Église entre la fin du Moyen Âge et le XVIIe siècle, puis interdites d'accès à l'enseignement en tant que femmes durant la Renaissance, ensuite déconsidérées par les médecins et obstétriciens du XVIIIe siècle qui se sont intéressés à l'accouchement notamment avec l'introduction d'instruments, et en particulier du forceps, La tutelle des médecins sur les sages-femmes s'est poursuivie au XXe siècle avec la généralisation des accouchements à l'hôpital.
Alors que l'obstétricien est formé pour prendre en charge les grossesses à risque et les accouchements où se présentent des complications, la sage-femme est experte dans l'accompagnement des grossesses et accouchements normaux ainsi que la période post-natale, généralement pour un accompagnement global et dans une philosophie holistique.
Beaucoup de sages-femmes exercent leur métier dans les hôpitaux et maternités, Les sages-femmes libérales assurent un accompagnement des femmes enceintes à domicile, dans leur propre cabinet ou en maison de naissance, généralement avec la volonté d'instaurer un climat de confiance et d'écoute. Certains hôpitaux leur donnent également accès à leur plateau technique où elles peuvent accompagner l'accouchement de leurs patientes,

#### Obstétricien

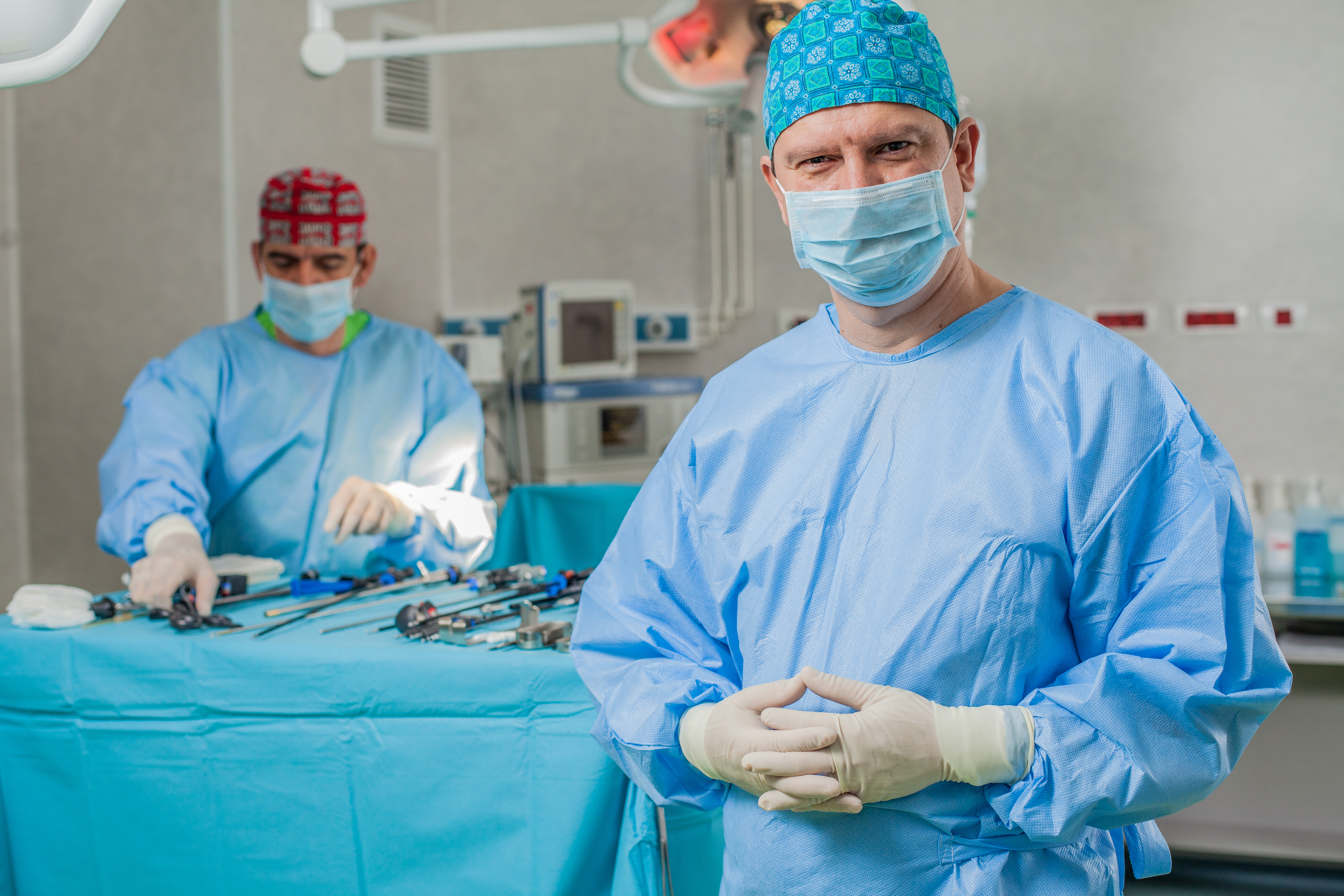
L'obstétricien est un chirurgien qualifié pour accompagner les naissances pathologiques

La science médicale qui s'intéresse à la naissance des êtres humains est l'obstétrique. Un médecin qui se spécialise dans la surveillance de la grossesse et de l'accouchement est un obstétricien. Les obstétriciens sont des chirurgiens, les seuls qualifiés pour accompagner des naissances pathologiques nécessitant la pose d'actes médicaux.
La figure de l'homme chirurgien accoucheur est apparue à partir du XVIIe siècle. Après la persécution des sages-femmes par l'Inquisition et la perte de leur savoir empirique, la situation des parturientes s'était fortement dégradée. Sous la tutelle du pouvoir ecclésiastique, la matrone, souvent non formée et illettrée, était devenue le personnage principal des accouchements. N'ayant aucune qualification pour faire face à des complications et pratiquant des gestes dangereux lorsque l'accouchement se déroulait normalement, la matrone en arrivait à extraire le fœtus avec des crochets, en découpant le bébé en morceaux ou en mutilant inutilement la parturiente. Dans l'Occident de la fin du Moyen Âge, la malnutrition, le rachitisme, le manque d'hygiène, les malformations et les nombreuses maladies dont était victime la population, s'ajoutaient à l'incompétence des matrones pour rendre l'accouchement fréquemment meurtrier. C'est dans ce contexte qu'est née la profession de chirurgien accoucheur qui a permis de sauver de nombreuses vies, d'abord sous l'impulsion de Louis XIV qui fit appel à un accoucheur-médecin pour délivrer sa maîtresse Louise de la Vallière, puis par l'invention du forceps, et enfin par la succession des progrès réalisés dans les sciences médicales,.
Le développement de l'obstétrique, de l'anesthésie et de l'hygiène changent les conditions d'accueil dans les hôpitaux. Au XXe siècle, la majorité des accouchements en Occident ont lieu en milieu hospitalier, ce qui aboutit à une médicalisation totale de la naissance et au rôle majeur que vont jouer les obstétriciens dans les accouchements. Dans les années 1970, de plus en plus de voix s'élèvent pour critiquer les pratiques des obstétriciens peu respectueuses de la femme et de la physiologie de l'accouchement. L'assimilation des grossesses et accouchements à une maladie, les routines et protocoles médicaux perturbant le bon déroulement de l'accouchement, les gestes invasifs et mutilants du chirurgien sont responsables de complications qu'ils étaient censés éviter.
La France fait partie des pays accordant le plus d'importance aux obstétriciens en raison de sa conception particulière de la grossesse et de l'accouchement qui ne sont considérés comme normaux qu'a posteriori. À l'opposé, les Pays-Bas considèrent que l'accouchement normal est du ressort exclusif de la sage-femme, au point qu'un accouchement qui ne présente pas de risques particuliers n'est pas remboursé par la sécurité sociale s'il est accompagné par un obstétricien.

#### Doula

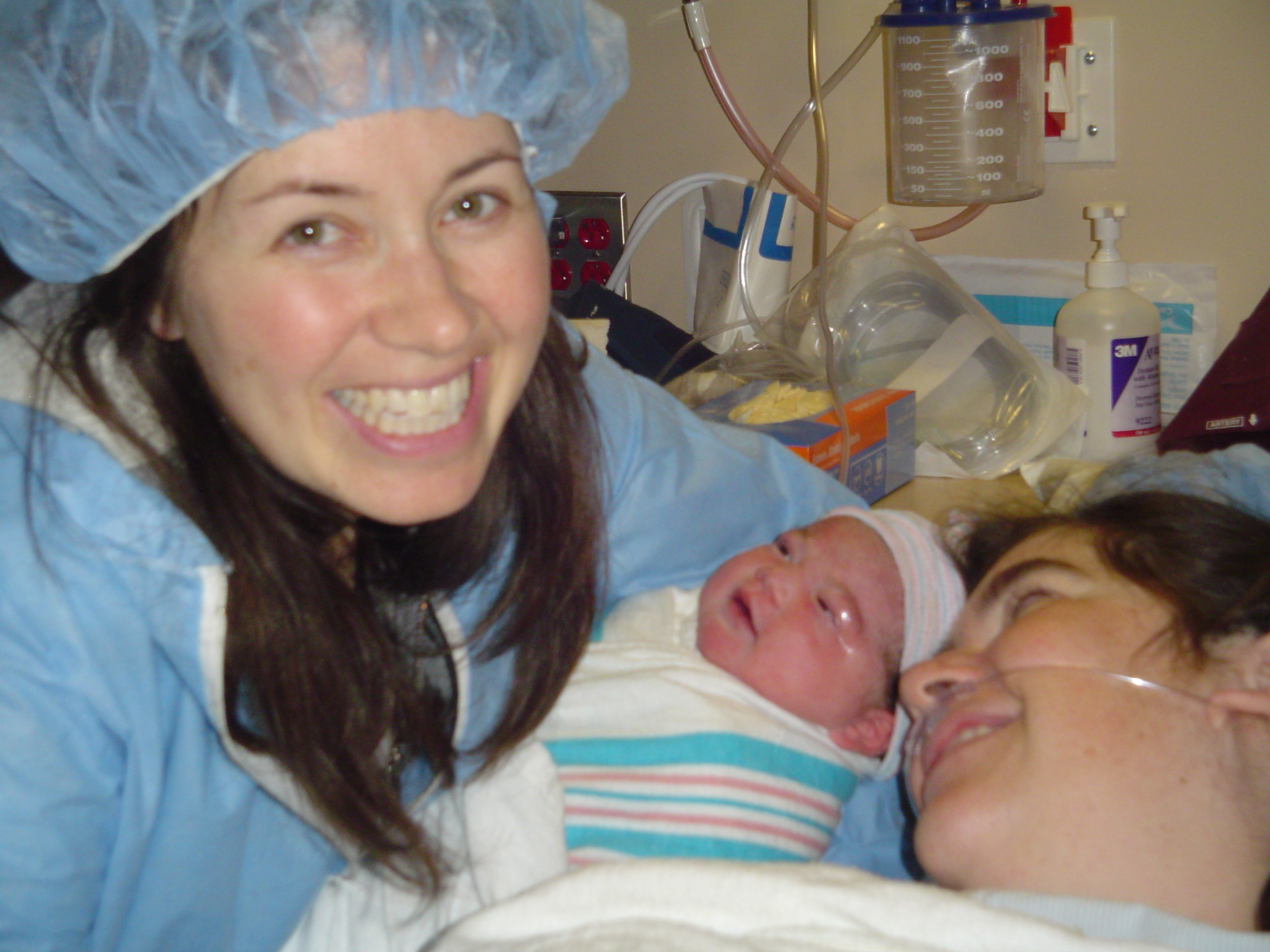
Une doula avec une mère et un nouveau-né

La doula qui, bien que n'ayant pas de formation médicale spécifique, accompagne, soutient et informe le couple et la femme dès le début de la grossesse, pendant l'accouchement et après la naissance.
En grec ancien, le terme δούλη / doúlê, « femme esclave » désignait la figure féminine qui, aux côtés de la sage-femme, se tenait près de la mère lors de la naissance de son bébé. Dans le contexte médical où des personnes différentes, souvent inconnues de la parturiente, interviennent tout au long de la grossesse et au moment de l'accouchement, la présence d'une doula est une réponse à un besoin de continuité. En développant une relation de confiance et de complicité avec la femme tout au long de la grossesse, elle peut assurer un soutien physique et émotionnel, et aider à la communication entre la couple et le corps médical au moment de l'accouchement. La doula peut également être une présence utile pour les futures mères célibataires et les femmes peu soutenues par leur conjoint et leur entourage.

#### Le père

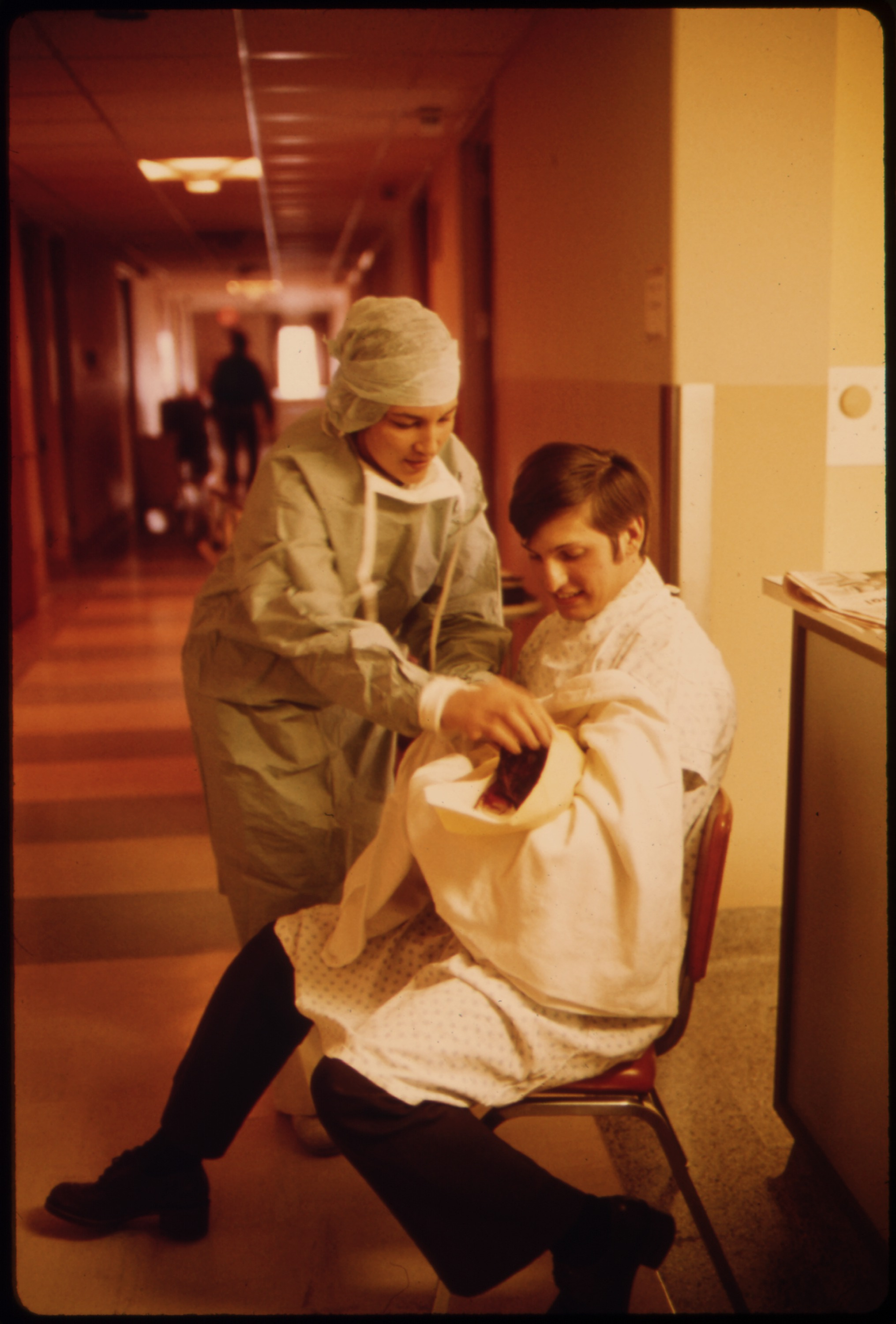
Un père tenant son nouveau-né dans les bras, Minnesota, 1974

Dans la plupart des cultures, un rituel spécifique, la « couvade », est destiné au père pendant l'accouchement de sa compagne. Dans les sociétés traditionnelles des Caraïbes et d'Amérique du Sud, il était de coutume que le mari prenne dans le lit la place de l'accouchée, se fasse soigner comme s'il accouchait et joue ce rôle pendant un laps de temps variable. Chez les Ewé au Togo, le père n'assiste pas à l'accouchement mais se rend avec d'autres hommes au sanctuaire pour demander aux ancêtres que tout se passe bien. En Occident, les pères avaient traditionnellement pour tâche de faire bouillir de l'eau pendant l'accouchement de leur épouse, sans que personne sache réellement à quoi servait cette eau.
Pendant des siècles, l'accouchement était considéré comme « une affaire de femmes » en Occident. À partir des années 1960 et à la suite de la généralisation des accouchements en milieu hospitalier, les hommes se sont vu assigner un nouveau rituel, celui de conduire leur femme à la maternité. Les femmes ont alors émis le souhait que leur mari soit présent à leurs côtés dans la salle d'accouchement, en prenant au dépourvu l'équipe médicale. La présence des pères lors de l'accouchement a très vite connu un engouement et s'est généralisée à partir des années 1970.
Le rôle du père pendant l'accouchement est généralement d'apporter, par sa présence, un soutien émotionnel à sa compagne. Après la naissance, le personnel médical lui confie une paire de ciseaux pour qu'il puisse couper le cordon ombilical, comme acte symbolique de séparation de la mère et de l'enfant.
De nombreuses théories ont encouragé la présence du père à l'accouchement, qui permettrait de renforcer les liens à l'intérieur du couple et de faciliter l'accouchement. Néanmoins peu d'études se sont penchées sur l'impact de l'accouchement sur les hommes. Certains hommes vivent négativement l'accouchement. Ils peuvent ressentir de l'anxiété à l'idée de ne pas pouvoir soutenir leur compagne ou de voir du sang. Ils peuvent également se sentir exclus par le corps médical qui ne parvient pas à leur octroyer une place dans le processus. Il leur arrive enfin de ressentir un profond sentiment d'impuissance, en particulier si leur compagne éprouve de la souffrance. Le traumatisme est souvent plus grand lors des accouchements en milieu hospitalier lorsque la femme est en position gynécologique, pieds dans les étriers, exposée au regard de tous, avec du personnel médical penché sur son sexe, qui la touche et manipule son sexe, sans que ces gestes soient explicités.
Dans certaines situations, la présence du père peut compliquer l'accouchement. C'est le cas lorsque l'homme est stressé et produit un taux important d'adrénaline, ce peut être contagieux et diminuer la sécrétion d'ocytocine chez la parturiente. C'est également le cas lorsque le couple ne partage pas une intimité suffisante, ce qui peut inhiber la femme lors de certaines phases de l'accouchement, en particulier au moment de l'expulsion où il est fréquent que le rectum soit vidé.
Le fait d'assister à l'accouchement peut aussi entraîner des suites négatives pour le père, telles qu'une forme de dépression post-natale, une fuite physique (fuite dans le travail, voyage impromptu), une fuite psychologique (schizophrénie, jeux vidéo) ou encore une baisse de libido.
Inversement, lors d'accouchement naturel ou physiologique, la présence du père peut faciliter l'accouchement. Il peut prodiguer des massages, soutenir physiquement sa compagne dans certaines positions, lui fournir des boissons et de la nourriture. Il peut également veiller à ce que personne ne trouble l'atmosphère d'intimité et de sérénité, et faire respecter les volontés de sa compagne par le personnel médical. Il peut aussi simplement ne rien faire, en se limitant à assister sa compagne dans une ambiance d'amour et de tendresse, en particulier lors d'accouchement assisté à domicile ou d'accouchement non assisté.

### Lieux d'accouchement

#### Domicile
Traditionnellement, les femmes accouchent à domicile. L'accouchement à domicile concerne encore 90 % des naissances dans le monde.
En Occident, au cours de la première moitié du XXe siècle, les hôpitaux ont accueilli de plus en plus de femmes. Les techniques de césarienne ont gagné en notoriété grâce aux antibiotiques et aux anesthésiques. Dans les années 1930, la profession des sages-femmes a traversé une crise identitaire avant de s'institutionnaliser et d'intégrer majoritairement le corps hospitalier. Si en 1950, 45 % des accouchements se font encore à domicile, à partir des années 1960, l'immense majorité des femmes des pays développés sont encouragées à accoucher à l'hôpital. Aujourd'hui, le nombre d'accouchement à domicile est tombé à 1 % des accouchements en France et en Belgique,. Il est par contre proche de 30% aux Pays-Bas.
Depuis les années 2000, l'accouchement assisté à domicile connait un regain d'intérêt dans les pays occidentaux. Les principales motivations sont pour les couples d'échapper à un cadre très médicalisé qui peut être considéré comme anxiogène, et d'accueillir le bébé dans un environnement serein et chaleureux,. Les partisans de l'accouchement à domicile le présentent comme n'étant pas plus dangereux pour les grossesses à bas risque, pour autant que la grossesse et la naissance soient surveillés par une sage-femme,,. Certaines études épidémiologiques suggèrent d'ailleurs que les résultats périnataux (surtout pour ce qui concerne les taux de mortalité périnatale) sont comparables quel que soit le lieu choisi pour l'accouchement, lorsque celui-ci se déroule dans de bonnes conditions sanitaires, pour une grossesse à faible risque suivie par un personnel médicalement qualifié. Une méta-analyse de 2010 souligne que dans les articles retenus, les femmes choisissant l'accouchement à domicile ont significativement moins de facteurs de risque (moins d'obèses, moins d'utérus cicatriciels ou encore moins d'antécédents obstétricaux), mais que le risque relatif de mort néonatal est presque deux fois supérieur (Odds ratio de 1,98) chez les femmes accouchant à domicile si on considère l'ensemble des naissances, ce risque relatif étant presque trois fois supérieur lorsque aucune anomalie n'a été notée à la naissance (OR de 2,87). Plus récemment, un article de l'American Journal of Obstetrics and Gynecology, considérant que l'accouchement à domicile entraîne une inutile augmentation des risques, tant pour la mère que pour l'enfant, et que le taux relativement important de transferts d'urgence à l'hôpital représente un coût non négligeable et une forte source de désagréments et d'angoisse évitables pour la mère, recommande aux professionnels de santé de privilégier l'éthique professionnelle face à l'idéologie en incitant les patientes à opter pour un accouchement en milieu hospitalier. Dans les zones rurales de pays pauvres, on constate une persistance de formes d'accouchement traditionnelles avec des résultats qui dépendent principalement du niveau de vie et des conditions sanitaires.

#### Hôpital

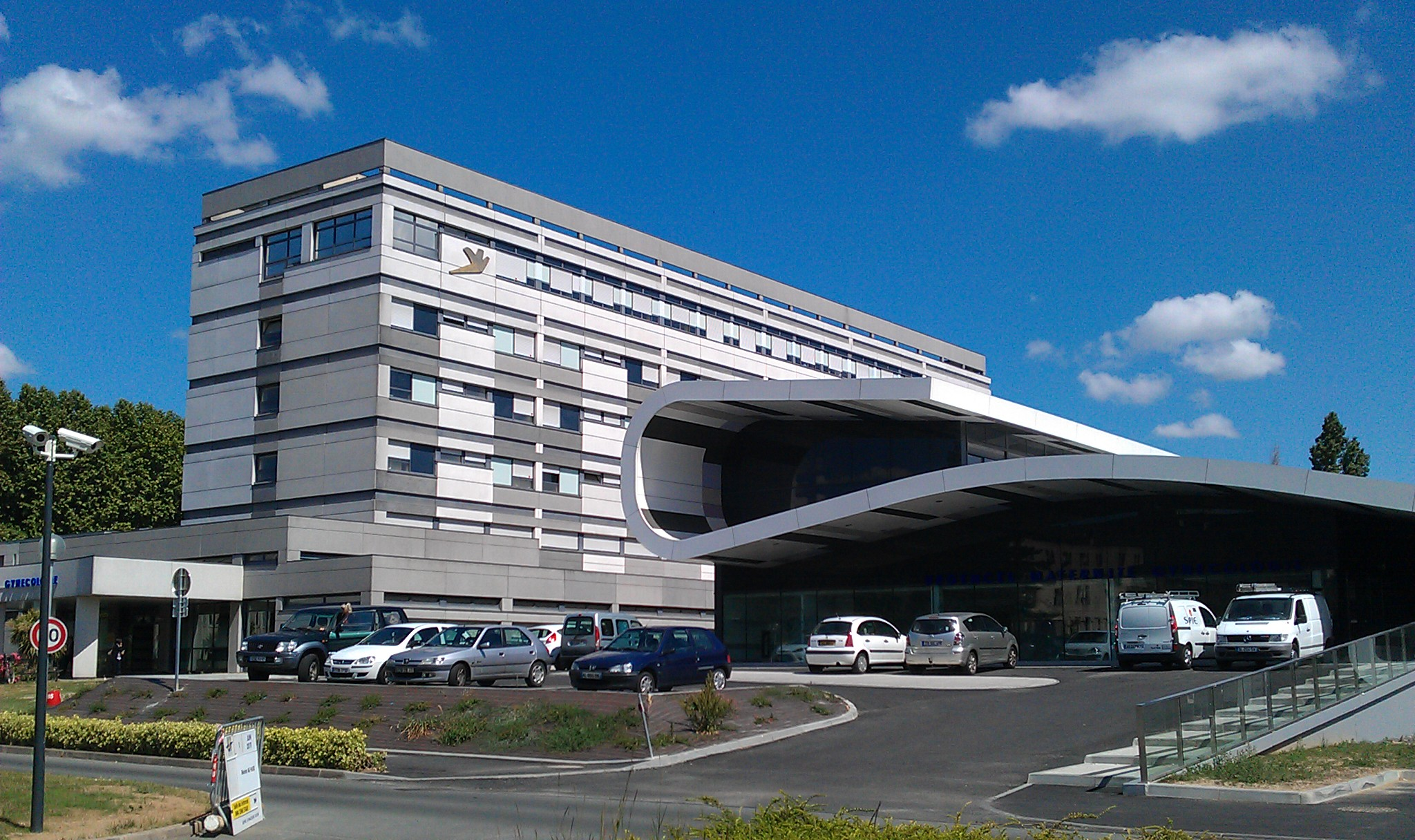
Maternité d'un centre hospitalier

L'hôpital a longtemps été un lieu à haut risque en raison des infections nosocomiales qui pouvaient toucher les parturientes et les nouveau-nés. La situation évolue au cours du XIXe siècle avec les découvertes des microbes et de l'antisepsie. Ainsi c'est en constatant que les femmes accouchées par les sages-femmes meurent trois fois moins que celles accouchées par les médecins que le hongrois Ignace Semmelweis établit en 1847 que la fièvre puerpérale est en fait transmise depuis les salles d'autopsies par les mains des médecins. Cette observation conduira à la mise en place de règles d'hygiène qui transforment profondément l'image de l'hôpital non plus comme lieu de dernier recours mais comme véritable structure de soins organisée « cliniques ». Par ailleurs, les progrès des techniques médicales et l'invention de nombreux instruments assoient le statut de la médecine hospitalière qui s'organise en spécialités médicales, dont l'obstétrique.
À partir des années 1920-1930, la naissance en milieu hospitalier se répand en France et aux États-Unis, soutenue par les autorités dans une politique de natalité. En parallèle, l'hôpital se transforme. De l'hospice traditionnel voué à l'assistance des femmes les plus pauvres, on passe à un établissement moderne et plurifonctionnel, dont l'architecture reflète les différentes finalités : maison d'accouchement, lieu de consultations de grossesse de gynécologie et de puériculture, des laboratoires d'analyses, centre de donneuses de lait, consultation prénuptiale, dispensaire antisyphilitique et une maternité spécialement isolée pour les tuberculeuses. C'est à partir des années 1950 que l'accouchement à l'hôpital se généralise, d'abord sous l'impulsion de la méthode d'accouchement sans douleur, puis grâce aux progrès tels que l'échographie, la technique de la césarienne et la péridurale.
Dès les années 1970, sont apparues des critiques sur la surmédicalisation des accouchements dans les hôpitaux. La logique hospitalière de rentabilité, d'organisation du personnel et de gestion du risque (notamment en matière d'assurances) a incité la mise en place de protocoles et d'actes routiniers en décalage avec le processus naturel et individuel de l'accouchement. Les institutions hospitalières ont en effet tendance à organiser leur travail sur la base du « pire cas », envisageant chaque accouchement comme si un désastre pouvait survenir à tout moment, en imposant à chaque femme qui accouche des interventions qui visent en réalité à répondre à l'anxiété du médecin. De plus, chaque intervention entraine une cascade d'interventions ultérieures qui peuvent transformer un accouchement normal en une situation d'utilisation de forceps, voire de césarienne. De nombreuses femmes vivent dès lors leur accouchement comme une expérience décevante et traumatisante. Certaines en gardent même des séquelles pouvant avoir des répercussions jusque dans leur vie professionnelle.
Dans les pays industrialisés, une mobilisation de femmes et d'associations d'usager s'est organisée pour prôner la liberté de choix dans le mode d'accouchement. Quelques hôpitaux ont remis en question certaines de leurs pratiques et ont notamment mis en place deux outils pour répondre à la demande de plus grand respect des parturientes et de leur accouchement :
- L'installation d'une « salle nature » (ou « pole physiologique ») parmi leurs salles d'accouchement[198].
- L'accès au plateau technique de leur établissement pour les sages-femmes libérales proposant un accompagnement global de la grossesse et de la naissance[199].

#### Maison de naissance
Une maison de naissance est un petit établissement tenu par des sages-femmes, ne faisant pas partie d'un hôpital mais s'y trouvant proche géographiquement, où les femmes en bonne santé, dont la grossesse se déroule normalement, peuvent être suivies médicalement, accoucher et trouver de multiples services reliés à leur maternité. La femme enceinte y est suivie par la même sage-femme (ou une petite équipe de mêmes sages-femmes) durant toute sa grossesse, dans une optique plus large qu'un simple suivi gynécologique (préparation à l'accouchement, préparation à l'accueil du bébé, allaitement…) ce qui permet d'établir des relations de confiance entre la femme enceinte et l'équipe médicale. Le jour de l'accouchement, la parturiente est accompagnée par cette même sage-femme durant tout le processus d'accouchement.
L'accent étant mis sur l'aspect naturel et physiologique de l'accouchement, la médicalisation est réduite au minimum. La gestion de la douleur se fait non pas par une péridurale, mais par des méthodes naturelles telles que l'hypnonaissance couplée à toute autre méthode de relaxation et de bien-être.
Les maisons de naissance sont apparues aux États-Unis dans les années 1970 en réaction à l'hyper-médicalisation de l'accouchement. Elles se sont ensuite développées en Australie, au Canada et dans de nombreux pays européens : Espagne, Italie, Belgique, Allemagne, Suisse, Pays-Bas, Royaume-Uni et Suède. En 2013, après plusieurs réticences, la France a elle aussi autorisé l'expérimentation de maisons de naissance.

### Religions, mythes et légendes
Dans la religion grecque antique et la mythologie grecque, l'enfantement et en particulier l'accouchement était du ressort de la déesse Ilithyie, qui répond elle-même aux ordres d'Héra. Il arrive qu'Héra retienne Ilithyie afin de retarder un accouchement, ou l'envoie au contraire pour l'accélérer : cela lui permet notamment de faire naître Eurysthée avant Héraclès afin qu'Eurysthée soit l'aîné.

## Étymologie et terminologie
L'étymologie du mot vient du XIIe siècle, accoucher qui signifie « se coucher » .
La grossesse et l'accouchement sont a priori des processus physiologiques. Si un éclairage médical est nécessaire pour bien en appréhender toute la chronologie et le bon déroulement, il n'en est pas moins dispensable dans l'absolu. À proprement parler, la parturiente même en salle d'accouchement n'est donc pas considérée comme malade.
Les Britanniques utilisent depuis 2007 le terme « accouchement normal » (normal birth) pour désigner un accouchement non déclenché, sans péridurale ni analgésiques, sans césarienne ni épisiotomie ni extraction instrumentale. Cette définition consensuelle (normal birth consensus) est le fruit de plusieurs années de travail impliquant des associations d'usagers et des organisations professionnelles (sages-femmes et gynécologues-obstétriciens). Elle a pour objectif principal l'élaboration de statistiques fiables à grande échelle sur les pratiques obstétricales en l'absence de signes cliniques.
Certains membres du groupe de travail britannique ont formé le souhait que, dans une deuxième étape, soient exclues de la définition certaines pratiques comme l'accélération du travail, l'usage d'opiacés, la rupture artificielle des membranes et la gestion active de la troisième phase du travail. Avec ces nouveaux critères ils suggèrent que l'on parle d'accouchement naturel ou « physiologique ».

## Aspects légaux
L'accouchement a différentes implications légales. Dans les systèmes juridiques hérités du droit romain, est considérée comme mère la femme qui accouche, selon le principe du mater semper certa est. Le père est le mari de la femme qui accouche, selon le principe de la présomption de paternité. À sa naissance, l'enfant acquiert une personnalité juridique pour autant qu'il soit né vivant et viable. Dans le cas contraire, on parle d'enfant sans vie, ce qui recouvre les cas de mortinaissance.
Dans certaines juridictions, le lieu de naissance détermine la nationalité d'un enfant (sous la doctrine du droit du sol ou jus soli), par opposition au droit du sang.
Dans de nombreux pays, la naissance doit être déclarée auprès d'un organisme d'état civil qui délivre un certificat de naissance.
Certains États, tel que la France, autorisent l'accouchement sous X, c'est-à-dire le droit pour la femme d'accoucher dans l'anonymat.

## Statistiques
L'âge moyen à l'accouchement s'accroit depuis le Moyen Âge, et nettement plus rapidement depuis 30 ans.
- Il augmente dans le monde et notamment partout en Europe[209] ; en 2009, en France, il était de 29,9 ans et en France métropolitaine, il a dépassé les 30 ans pour la première fois[209] ;
- Dans les années 1980, cette accélération a diminué ; 14 années ont été nécessaires pour passer de 29 à 30 ans (deux fois plus que pour passer de 27 à 28 ans, puis de 28 à 29 ans)[209] ;
- De manière corrélée, le pourcentage d'enfants nés de mères de 35 ans et plus s'est accru (22 % des accouchements en France en 2009, soit un quasi-quadruplement en 30 ans)[209] ;
- Dans les années 2000, la France est dans la moyenne européenne : en 2006, l'âge moyen à l'accouchement était de 30 ans en Europe des Quinze descendant un peu (à 29,5 ans) si l'on inclut les pays de l'Est alors récemment entrés dans l'Union européenne[209].